# Esplorazione

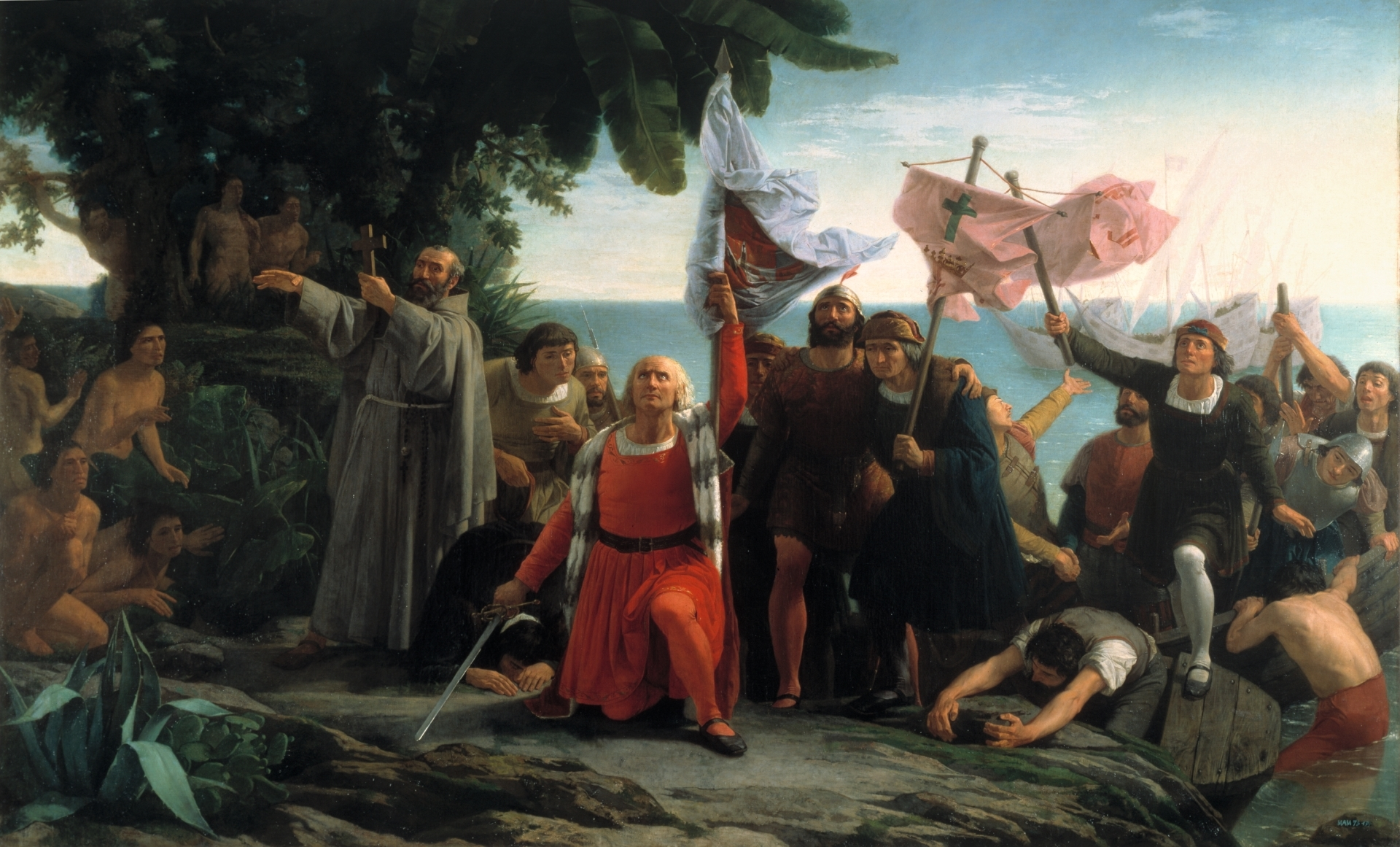
L'arrivo dell'esploratore Cristoforo Colombo a San Salvador in America

L'esplorazione (dal latino exploratio, 'osservazione', 'esame', 'perlustrazione [anche a fini militari]', 'spionaggio') è l'atto, comune a tutti gli animali dotati di movimento, di ricercare, attraverso il movimento, informazioni sul proprio ambiente e trarne risorse. Nel caso dell'essere umano, l'esplorazione consiste specialmente di operazioni di ricognizione geografica (si parla in questo caso di esplorazioni geografiche), sia per scopi legati alla ricerca scientifica (in particolare geofisica, ma anche archeologia, antropologia, etnologia, economia), sia per lo sfruttamento commerciale (eventualmente coloniale) dei nuovi territori.
Uno dei periodi più intensamente caratterizzati dall'esplorazione di nuove terre da parte dell'uomo è detta "età delle scoperte" (XV-XVIII secolo), quando gli Europei, per svariate ragioni (scientifiche, militari, religiose, commerciali) salparono verso terre a loro sconosciute, determinando un immenso passo avanti nella produzione cartografica.
Gli Europei mettevano piede per la prima volta in terre che non conoscevano ma che erano ben note ai loro abitanti, a loro volta discendenti di coloro che, molto tempo prima, avevano scoperto quei territori dove avevano creato la loro civiltà. Ogni piccola parte della Terra abitata infatti è stata scoperta dai primi uomini, che nella preistoria si sono spostati in territori dove si sono stabilizzati. Su queste stesse terre sono poi arrivati gli europei che ne ignoravano l'esistenza e che pertanto, dal loro punto di vista, ritenevano di averle "scoperte".
(Henri Cordier)
Per i Greci il termine più aderente al concetto di "mondo conosciuto" fu ecumene (dal greco οἰκουμένη, participio medio passivo del verbo οἰκέω, "abitare"), che indicava la porzione di Terra conosciuta e abitata.

## L'antichità

### I Cretesi
(Francesco Giunta)
Creta instaurò un fiorente impero marittimo che dal Mar Egeo raggiunse l'Egitto, la Siria, le regioni a nord del Mar Nero. Ai cretesi è legata la prima esplorazione del Mediterraneo occidentale. In Sardegna e nelle Baleari sono state ritrovate monete cretesi. In Sicilia, già Erodoto citava i loro rapporti con i Sicani, in particolare a Camico sede della reggia di Kokalos. dove, racconta lo storico, secondo la leggenda del Minotauro, venne ospitato Dedalo, in fuga da Creta, e Minosse vi fu ucciso.
I rapporti commerciali dei cretesi con l'Egitto sono testimoniati dall'arte figurativa nilotica soprattutto negli affreschi degli ipogei che raffigurano prodotti del commercio cretese e di navi cretesi contro la Siria si servì il faraone Thutmose III.

### L'Egitto
Fu l'interesse commerciale a spingere i mercanti egizi a recarsi a sud dell'Alto Egitto ed esplorare le regioni dell'Africa orientale: in particolare, a cominciare dal III millennio a.C., la Nubia, l'Ogaden, in Etiopia, e la Somalia.
Erano noti agli egizi i regni di Napata, Meroe, Axum, D'mt, lo Yemen (che poi Tolomeo denominò Arabia Felix) e la regione di Sheba (Regno di Saba).
Alla ricerca di mirra ed incenso fu intrapresa, al tempo del faraone Sahura (V dinastia, XXVIII secolo a.C.), una spedizione marittima che raggiunse il Paese di Punt (poi Corno d'Africa).
Nel XXIII secolo a.C., Harkhuf, governatore dell'Alto Egitto, raggiunse la regione delle fertili pianure ove confluiscono il Nilo Azzurro ed il Nilo Bianco a sud dell'odierna Khartoum.

Solo molto dopo, con la figlia del faraone Thutmose I, la regina Hatshepsut (XI secolo a.C.), si ripeterono le esplorazioni commerciali nella regione di Punt.

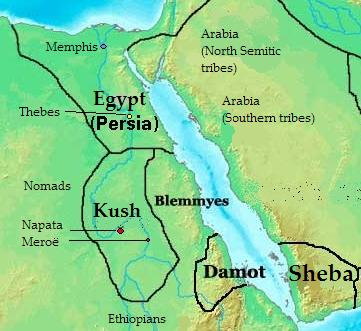
La regione del Mar Rosso nell'VIII secolo a.C.

### I Fenici
Verso il 1000 a.C., dopo l'invasione dei Dori che determinò la scomparsa della potenza egemone cretese, i Fenici, popolo di mercanti e di navigatori, esplorarono le coste del Mediterraneo e fondarono Gadir (l'attuale città spagnola di Cadice). Secondo una leggenda egizia, ripresa da Erodoto, alcune navi fenice, per ordine del faraone Necao II, realizzarono per primi la circumnavigazione dell'Africa, partendo dal Mar Rosso e giungendo nel Mediterraneo dopo aver attraversato per primi le Colonne d'Ercole.
(Erodoto, ibidem)
Oggi è acclarato che, nell'emisfero australe, il sole a mezzogiorno indica il nord, pertanto, navigando da est verso ovest, si trova a dritta. Questa osservazione, peraltro ritenuta inattendibile, riferita dai navigatori dei fenici potrebbe essere una prova della prima circumnavigazione dell'Africa.

### I Cartaginesi
L'ammiraglio cartaginese Annone, costeggiò l'Africa nord-occidentale con cinquanta navi e 30.000 coloni tra uomini e donne, raggiungendo l'attuale Sierra Leone ed il Camerun e fondando numerose colonie.
Nel 450 a.C. Imilcone, originario probabilmente della colonia di Gadir (nei pressi di Tartesso), costeggiò l'Hispania e la Gallia raggiungendo la costa meridionale della Britannia. Il rinvenimento di monetazione cartaginese risalente al 300 a.C. presso l'isola di Corvo nelle Azzorre farebbe propendere per una presenza punica.

### I Greci

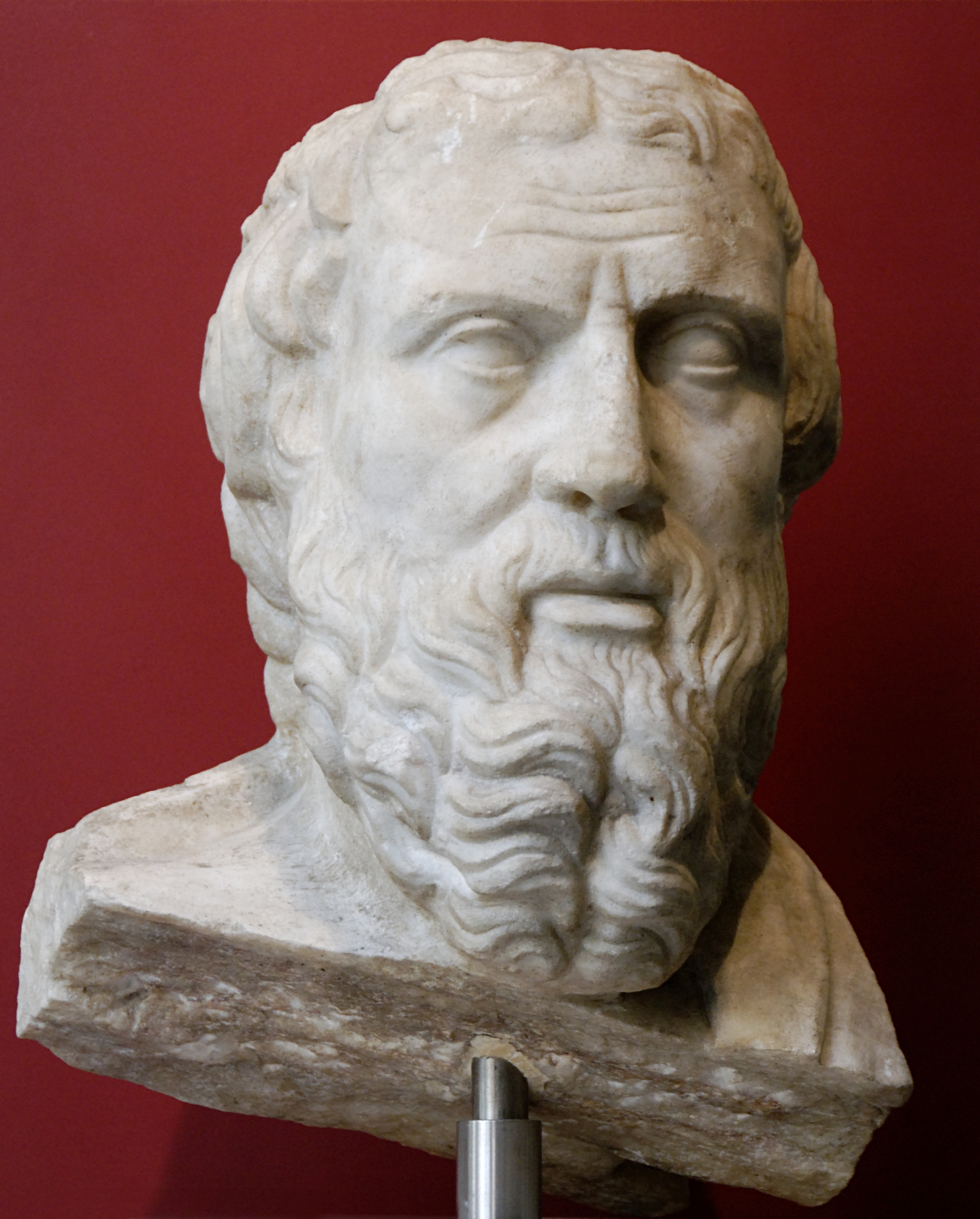
Ritratto di Erodoto

La volontà dei Greci, di espandersi e di fondare nuove colonie li spinse a dare un nuovo impulso alle esplorazioni. I Greci si concentrarono soprattutto sull'Europa e sull'Asia; raggiunsero le coste italiane e quelle spagnole. Un certo Coleo di Samo, nel VII secolo a.C. secondo Erodoto fu il primo tra i Greci ad arrivare a oltre le Colonne d'Ercole alla città di Tartesso nel (640 a.C. circa), intrattenendo rapporti commerciali con il re di Tartesso, Argantonio. Ritornò in Grecia avviando il commercio dello stagno, che continuò con Sostrato di Egina, proveniente dalla Sierra Morena e dalle isole Cassiteridi.
Secondo Erodoto, Scilace di Cariànda (città della Caria), navigatore, geografo e cartografo greco antico che visse tra il VI e il V secolo a.C., esplorò tra il 519 a.C. e il 516 a.C., per conto del re persiano Dario I, le foci dell'Indo. Raggiunto l'Oceano Indiano, navigò verso ovest: costeggiò l'Hadramawt, esplorò le coste della Penisola Arabica, attraversò poi il Mar Rosso e giunse quindi al fiume Nilo che discese fino alla foce arrivando fino in Egitto.
Tra il V secolo a.C. e il IV secolo a.C., il greco Eutimene da Marsiglia raggiunse la foce del fiume Senegal.
Si iniziarono inoltre le prime esplorazioni anche verso nord con il greco Pitea della colonia greca di Massalia (l'odierna Marsiglia), che viaggiò dal 325 a.C. circumnavigando la Gran Bretagna e raggiungendo la Norvegia con le Orcadi, le Shetland e le Isole Fær Øer. Pitea descrive anche la mitica Thule come un'isola di fuoco e ghiaccio, fertile e popolata, in cui il sole non tramonta mai (forse l'Islanda?), posta ad appena sei giorni di navigazione a nord dall'attuale Gran Bretagna.

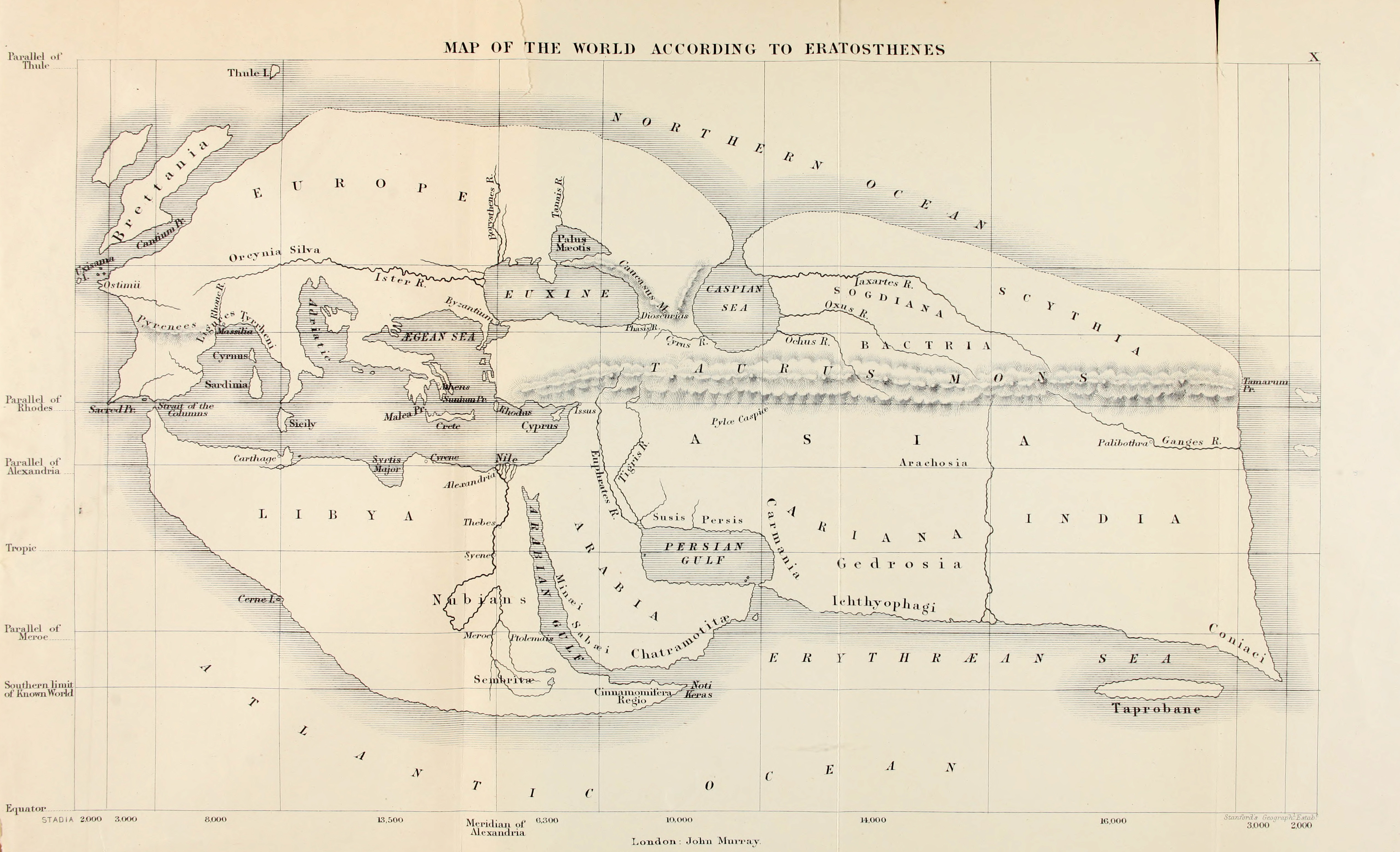
Mappa di Eratostene

Ai geografi greci, tra cui Eratostene, al quale si deve il nome Geografia e l'uso delle coordinate geografiche (latitudine e longitudine, ed Ipparco di Nicea, che diffuse metodi astronomici per il calcolo delle longitudini), risalgono i primi tentativi di disegnare carte geografiche dove il mondo da loro conosciuto era rappresentato come piatto. Venivano raffigurati il Mediterraneo con la parte settentrionale dell'Africa, l'Europa fino all'attuale Germania e l'Asia che terminava est con l'India.
Quattro i fiumi principali che univano i tre continenti: il Danubio, il Nilo, il Tigri e l'Eufrate. L'estremo Nord-Ovest era descritto, soprattutto da parte di Ecateo di Mileto, come un mitico luogo abitato dagli Iperborei.
Secondo alcuni studiosi, tra i quali l'americana Henriette Mertz ed Enrico Mattievich, docente di fisica presso l'università di Rio de Janeiro, vi sarebbero evidenze dell'arrivo di navi greche addirittura nelle Americhe.

### Alessandro Magno
La spedizione militare di Alessandro Magno contribuì moltissimo ad ampliare i ristretti confini dell'ecumene scoperti dei greci. Si ebbe infatti una conoscenza più approfondita di un vastissimo territorio dell'Asia, ad oriente della Mesopotamia, che arrivava fino all'India.
Nello stesso periodo, nel 325 a.C., Nearco di Creta, guidò la flotta macedone lungo le coste asiatiche fra l'Eufrate e l'India (all'incirca fra gli attuali Iraq e Pakistan).

Attraverso le vie aperte dall'impresa di Alessandro Magno, giunsero in Europa le prime notizie sui paesi dell'Estremo Oriente mentre si approfondiva la conoscenza di India, Ceylon, Indocina e Indonesia.
Il costituirsi della nuova cultura dell'Ellenismo e la creazione, alla morte di Alessandro, dei Regni ellenistici quali il Regno greco-battriano ed il Regno indo-greco, produsse una serie di intensi viaggi di scoperte geografiche che diedero vita a nuove speculazioni sulla geografia che spinsero alcuni filosofi a considerare persino l'ipotesi della sfericità della Terra e a calcolarne la probabile circonferenza.

### I Romani

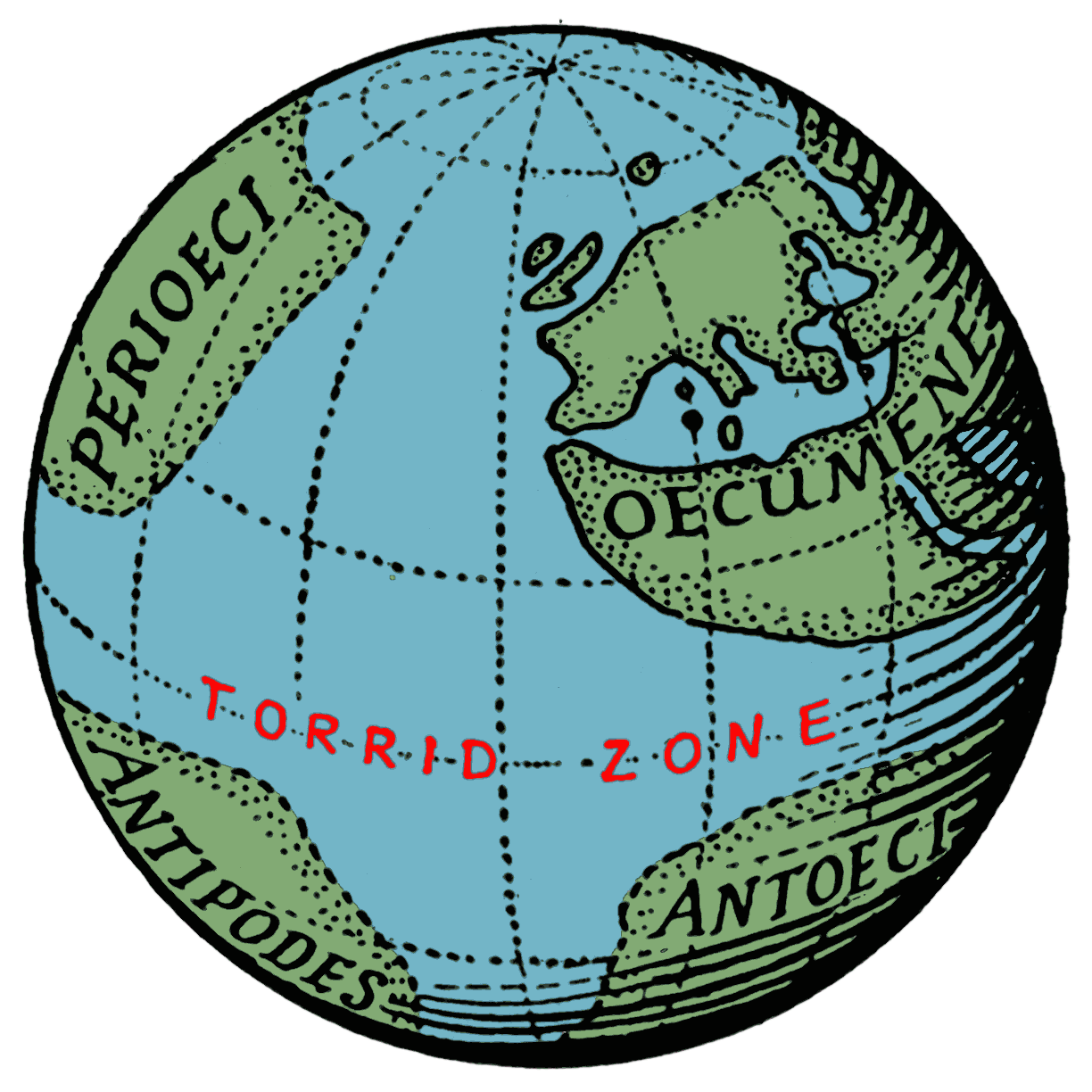
Il concetto dell'ecumene secondo Cratete di Mallo

Le conquiste romane del I secolo consentono di esplorare terre sconosciute e aree interne di territori di cui i Greci conoscevano solo le coste. I Romani diedero un contributo fondamentale alla conoscenza di regioni come la Gallia, la Spagna, la Germania. Giulio Cesare parlerà per la prima volta dell'isola della Britannia (attuale Inghilterra) che poi l'imperatore Claudio conquisterà.

#### Età Repubblicana
Nel 169 a.C., il greco Cratete di Mallo diffuse a Roma la conoscenza della Terra come composta da quattro continenti.
Nel 30 a.C. Diodoro Siculo nella stesura della sua opera più nota, la Bibliotheca historica, riporta, tra le altre regioni da lui visitate, notizie sulla Scizia.

#### Età Imperiale
Fondamentali furono le esplorazioni geografiche compiute, in età augustea da Strabone, il primo cultore di geografia che effettuò di persona la ricognizione dei luoghi che poi descrisse nel suo testo più noto di ben 17 tomi giunto sino a noi:
(Strabone. Geografia. II. 5,11)
Strabone viaggiò anche con il prefetto imperiale Gaio Elio Gallo di cui descrive l'arrivo in quella regione della penisola arabica allora nota come Arabia Felix, a Ma'rib capitale del Regno di Saba famosa per la sua diga.
Il più antico trattato di geografia della letteratura latina, è l'opera De Chorographia ("Descrizione dei luoghi") di Pomponio Mela che per la prima volta cita le isole di Capo Verde chiamate le isole "Gorgades".
Con le spedizioni romane verso il Lago Ciad e il fiume Niger, condotte da Lucio Cornelio Balbo, da Valerio Festo, da Settimio Flacco e da Giulio Materno si approfondirono le conoscenze dell'Africa Subsahariana.
Con Nerone si diede impulso nuovamente all'esplorazione dell'Africa, in particolare delle aree più interne, con la spedizione romana alle sorgenti del Nilo da lui voluta. La necessità di approfondire la conoscenza di questi territori africani nasceva dal procurarsi sempre più schiavi e animali esotici per i giochi del circo. Altro prodotto di lusso molto ricercato era la seta, che attraverso l'intermediazione dei Parti raggiungeva l'Impero romano attraverso la Via della seta, e di cui peraltro si ignorava l'origine e la provenienza.
(Plinio il Vecchio, Storia Naturale, 23, 79)
Pertanto in età imperiale si avevano notizie, ancora incerte e semileggendarie, sull'arcipelago indonesiano, sull'Arabia, sulle regioni estreme del Nord Europa, si andavano ad aggiungere a quelle sul fiume Niger e sui laghi equatoriali al centro del continente africano sino a quelle di possibili contatti romani con le Americhe, ipotizzati a partire da mosaici rinvenuti a Pompei.

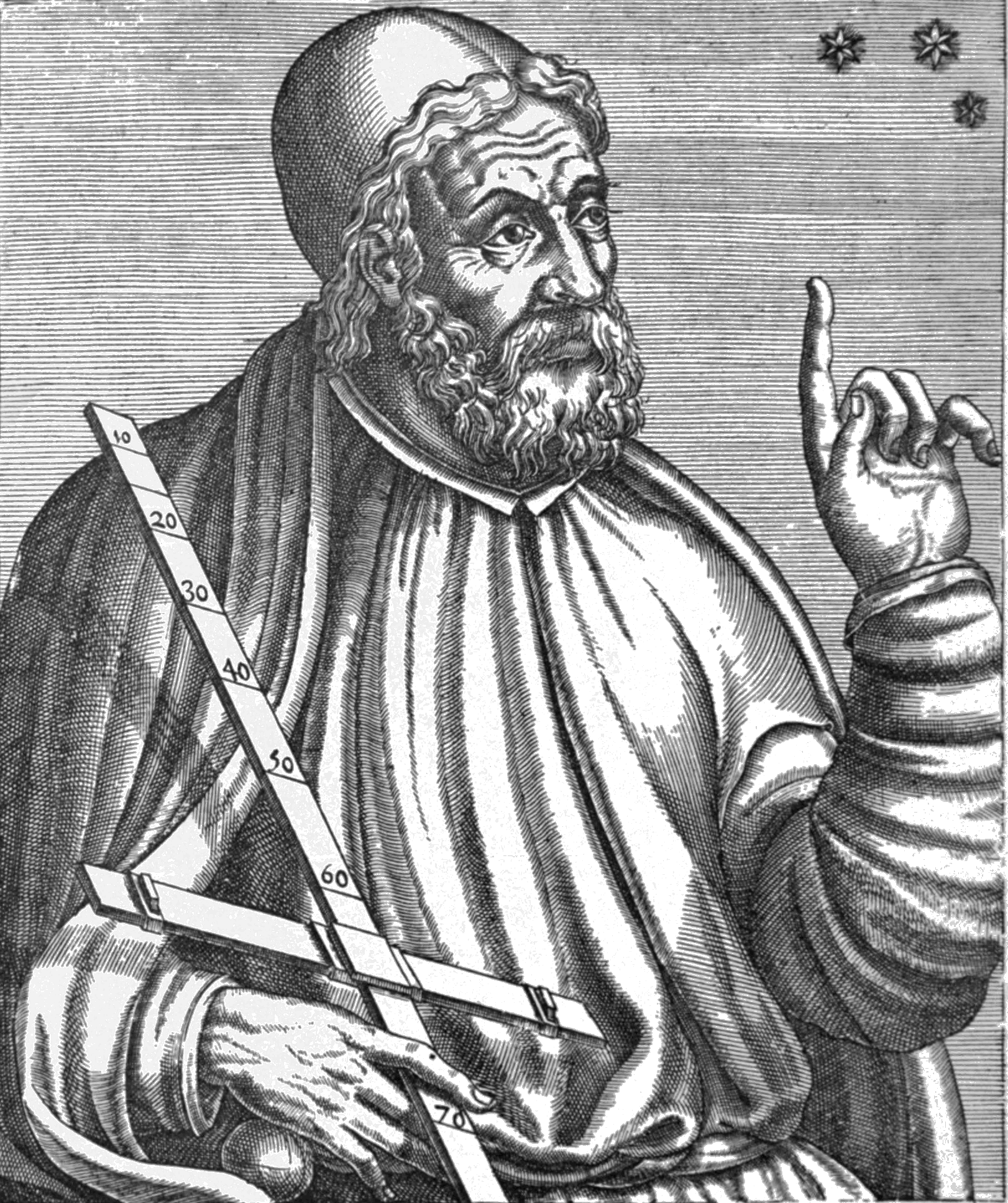
Ritratto risalente all'epoca rinascimentale di Tolomeo

Sulla scorta dei precedenti lavori di Marino di Tiro, che aveva realizzato una carta geografica dell'Ecumene il cui limite occidentale erano le Isole Fortunate e come limite settentrionale Thule, Claudio Tolomeo, scrisse nel II secolo l'Introduzione geografica dove identificava le Isole Fortunate con le Canarie. Il suo fu considerato un testo base per le conoscenze geografiche nei secoli successivi tanto che Plinio il Vecchio ne dedusse l'esistenza reale delle Isole Fortunate.
Pausania il Periegeta che esplorò la Grecia, la Macedonia, l'Italia, l'Asia e l'Africa, fu noto, dal 117 al 180 d.C., a Roma per la sua opera Periegesi della Grecia, in dieci libri, che si presenta come il testo di un esploratore moderno con descrizioni molto dettagliate del suo itinerario e la lista dei siti e delle località realmente esplorate. Unica eccezione è la descrizione, nel capitolo XXIII, delle Isole Satyrides (Isole dei satiri) che egli descrive situate nell'Oceano Atlantico ed abitate da indigeni dalla pelle rossa con una lunga coda da satiro.
Tra il I secolo ed il III secolo d.C. l'Impero romano aveva già stabilito costanti rapporti commerciali con l'India, l'Africa Orientale e la Cina, come evidenziato dal testo Periplus Maris Erythraei, opera forse di un mercante egiziano di lingua greca, che cita, tra gli altri, il fiume Gange, il porto di Berenice ed il Golfo Persico.
Altra fonte significativa dell'esplorazione romana è la Tavola Peutingeriana che riporta raffigurazioni dell'Impero romano, del Vicino Oriente e dell'India con il Gange e lo Sri Lanka (Insula Taprobane).
Rilievo storico significativo è dato dall'Itinerario antonino (Itinerarium Antonini Augusti) di cui ci è pervenuta solo una copia dell'epoca di Diocleziano (IV sec. d.C.). Nonostante il titolo, il testo non è in relazione con l'imperatore Antonino Pio, bensì con Marco Aurelio Antonino, più noto come Caracalla, che ne ordinò la redazione. L'opera costituisce, di fatto, la prima mappa stradale dell'Europa Occidentale, in quanto riporta le stazioni di posta (mansio) gestite dal governo romano e la distanza in miglia tra le località collegate dalle vie consolari.

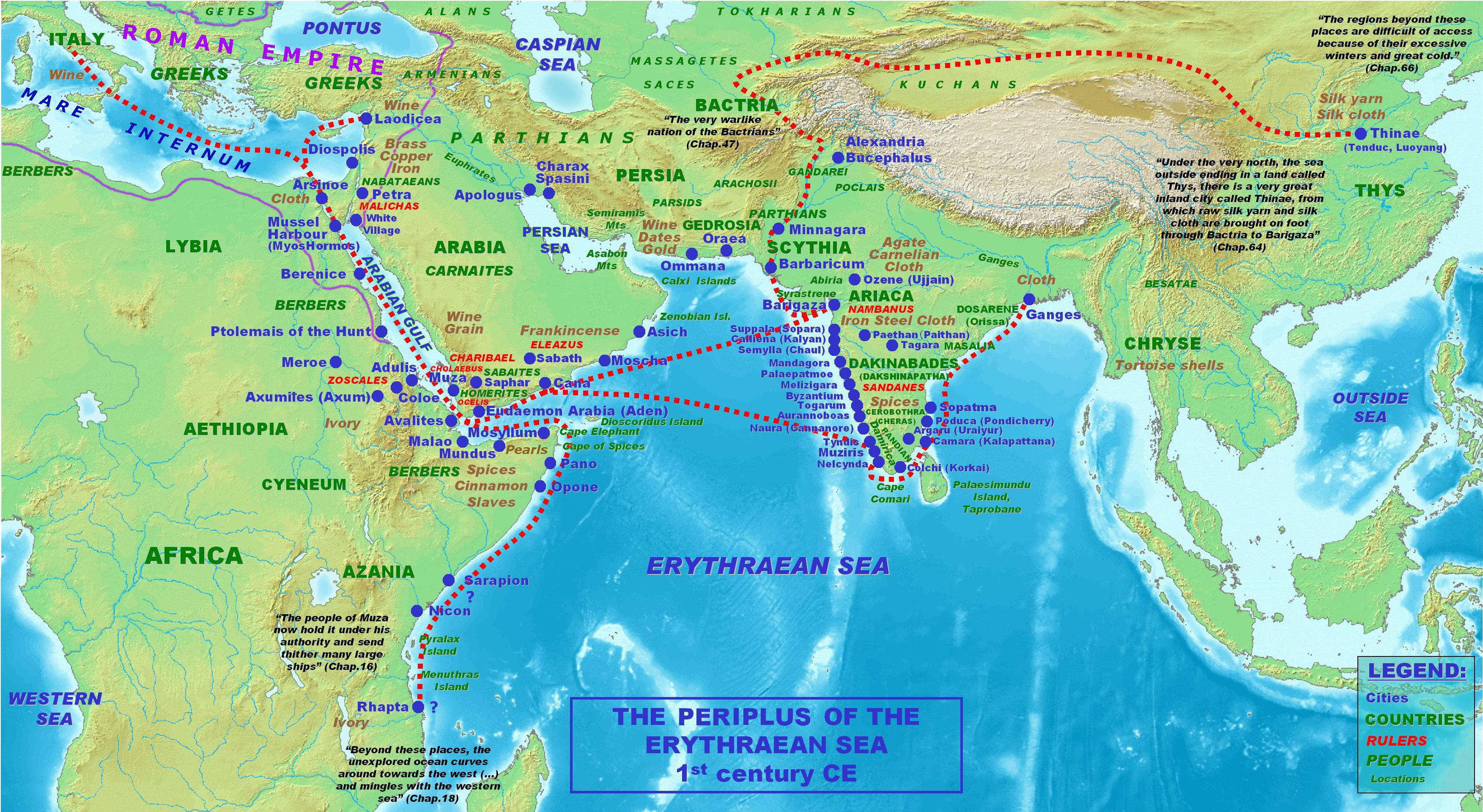
Rotte marittime del Periplus Maris Erythraei
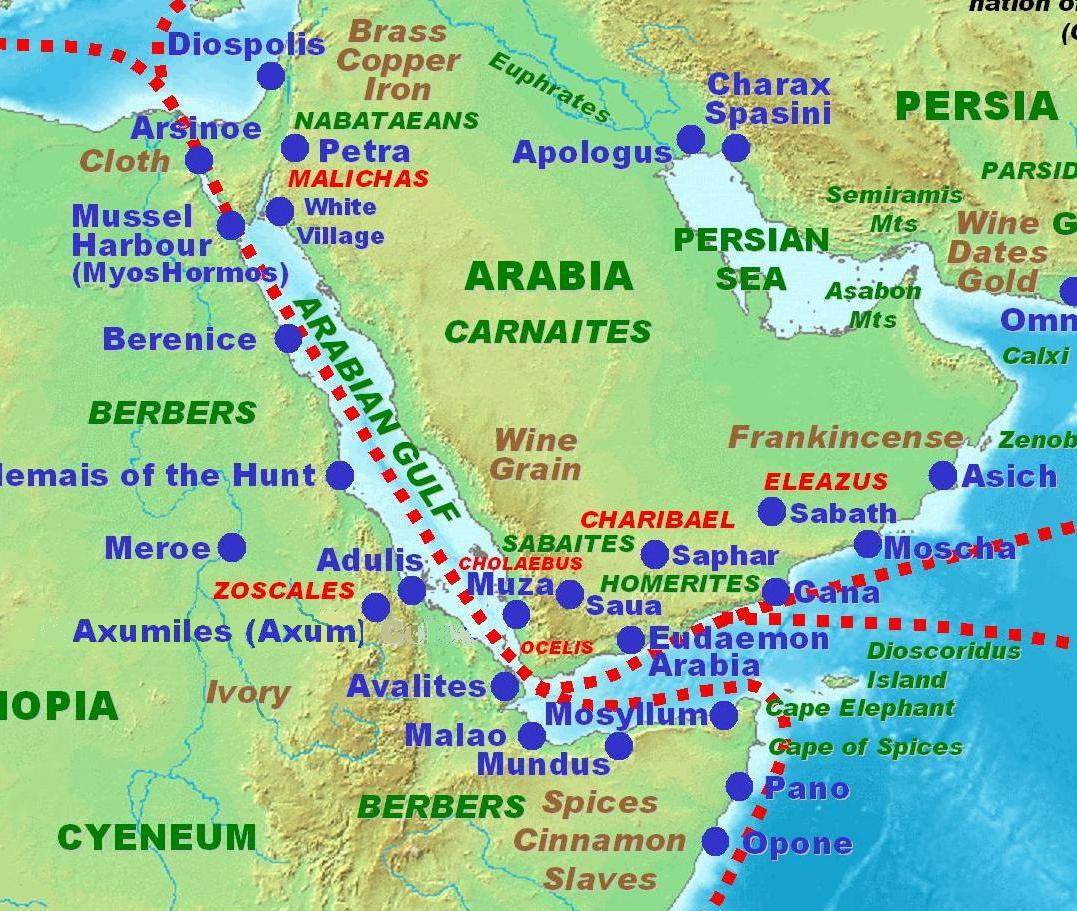
Porti del Mar Rosso descritti dal Periplus Maris Erythraei
Corografia secondo Pomponio Mela
Itinerarium Antonini in Hispania
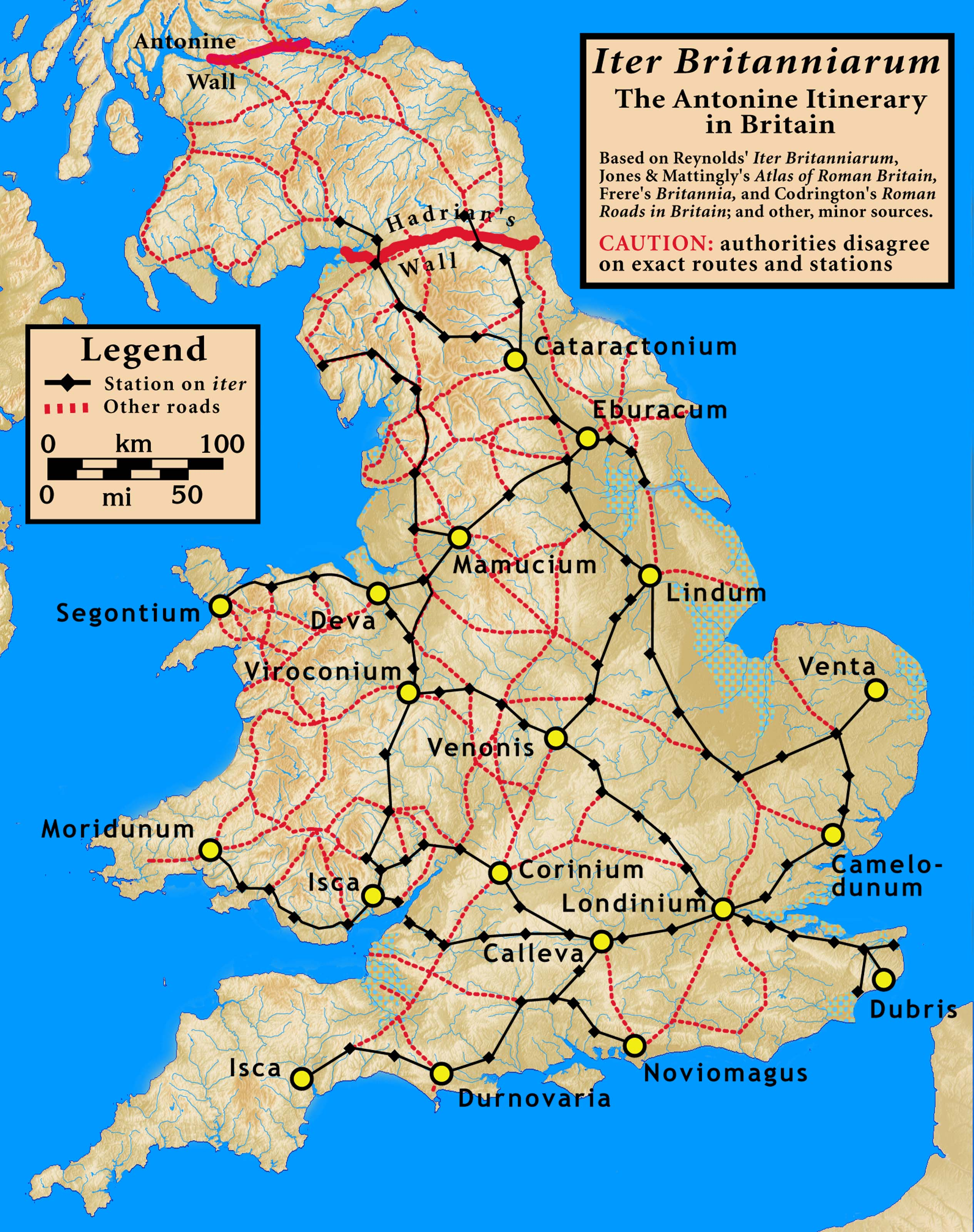
Itinerarium Antonini in Britannia
Vie consolari in Francia
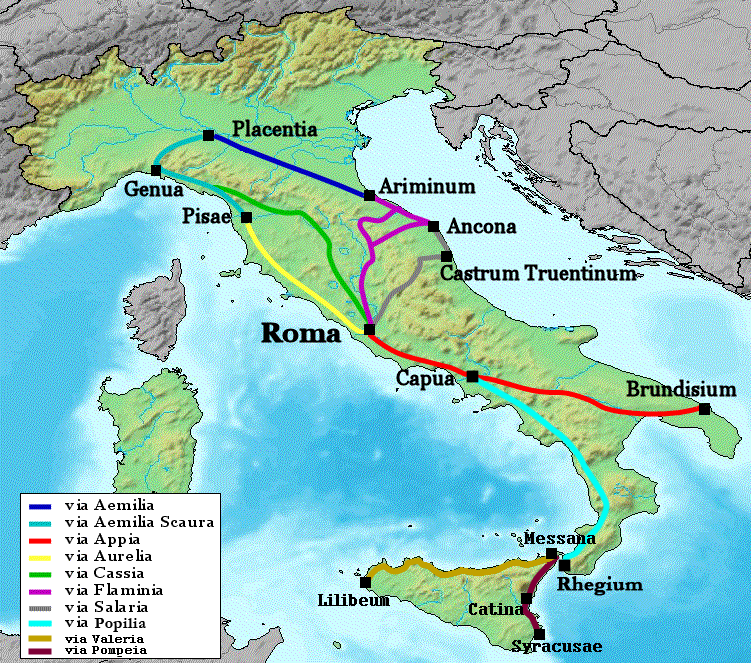
Vie consolari in Italia
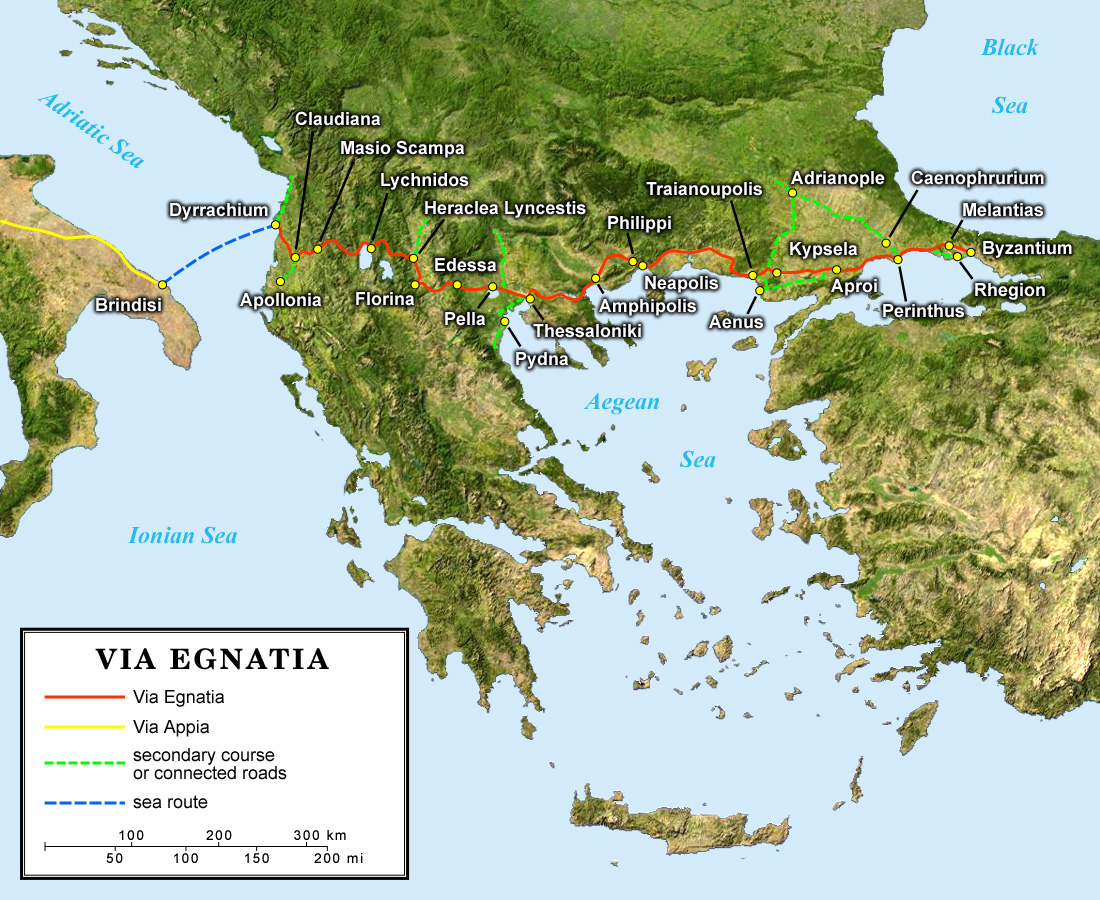
Via consolare Egnatia in Grecia
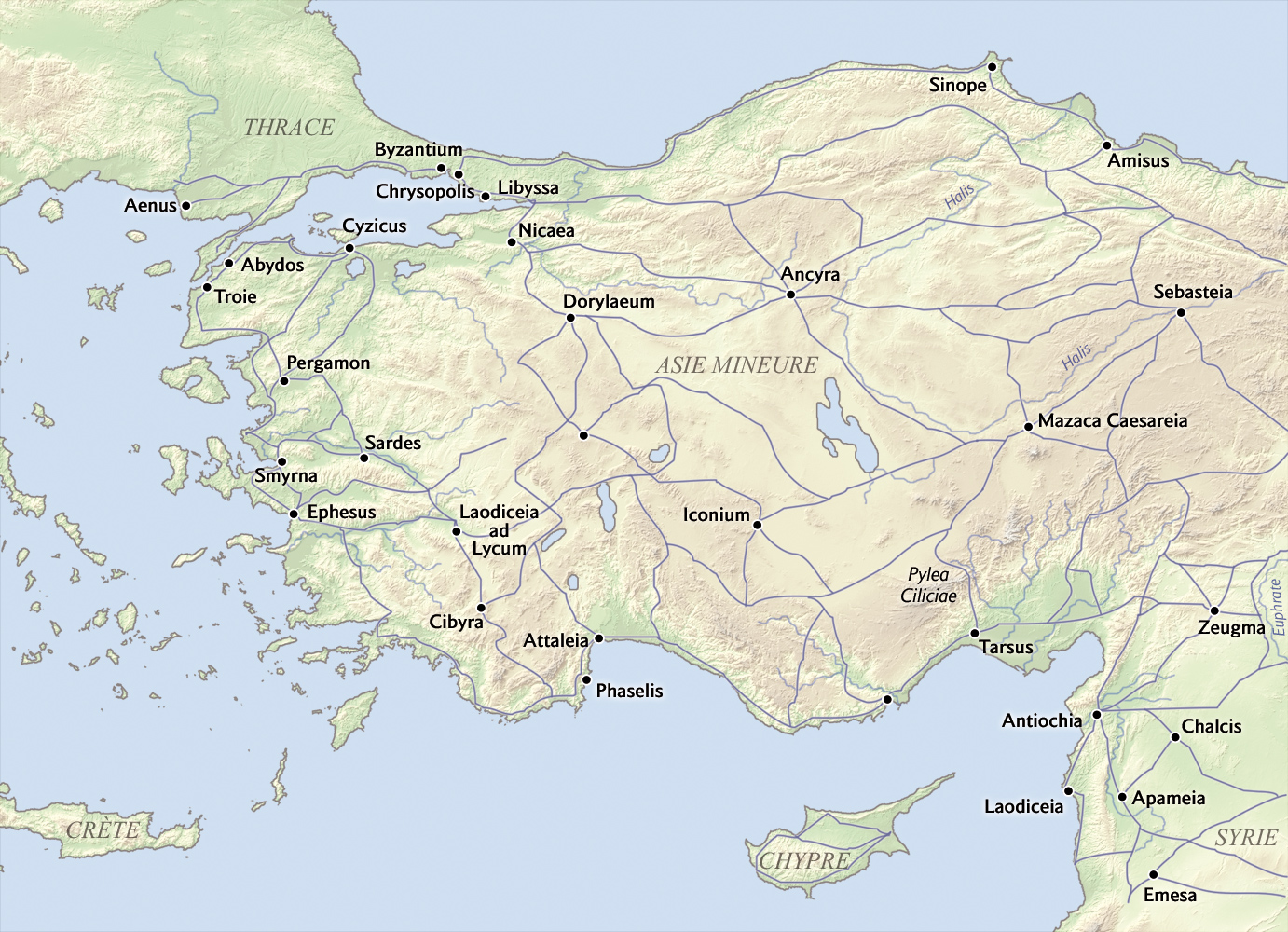
Vie consolari in Anatolia
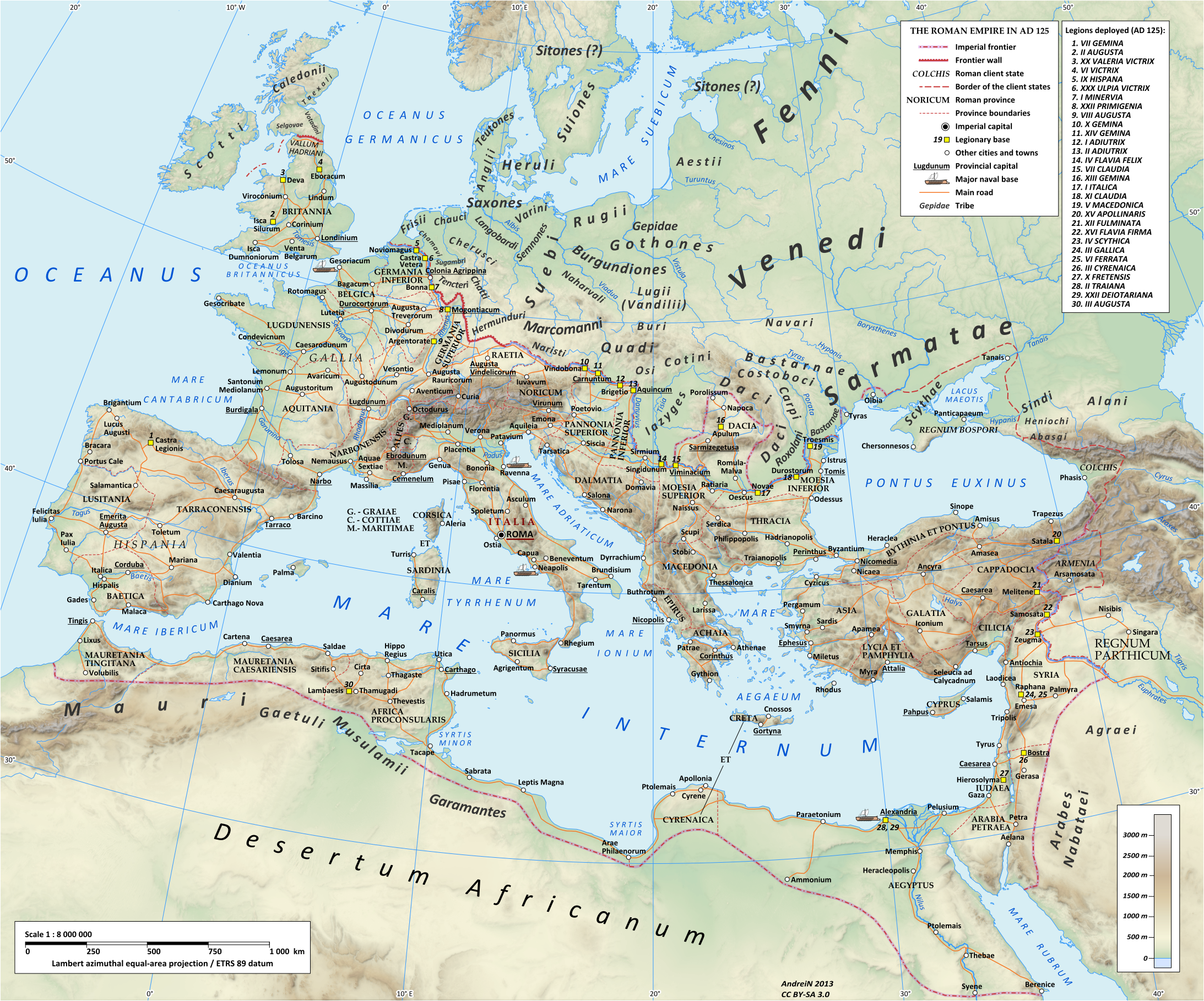
Vie consolari dell'Impero romano al 117-138 d.C.

## Il Medioevo

### Missionari e pellegrini religiosi
Nel Medioevo le esplorazioni geografiche subirono una battuta d'arresto e le conoscenze si limitarono a quelle antiche e in alcuni punti, addirittura regredirono. Le eccezioni sono costituite dai viaggi effettuati da missionari cristiani verso le regioni di provenienza dei barbari o comunque esterne al limes dell'Impero romano.
L'Irlanda, già nota ai romani con il nome di Hibernia, fu oggetto, tra il 374 ed il 466, dei viaggi di San Patrizio che la evangelizzò.
Partendo dall'Irlanda il monaco Brendano di Clonfert, noto anche come Brendano il Navigatore, si suppone che abbia visitato le Fær Øer in due o tre occasioni (512-530), nominando due delle isole Sheep Island e Paradise Island of Birds. A partire dal 565 Brendano navigò verso nord forse raggiungendo l'Islanda alla ricerca della mitica Isola dei Beati, o di Thule. Il resoconto, immaginifico, che ci è giunto con il titolo di La navigazione di San Brandano, ha contribuito ad accrescere le leggende geografiche su Thule, tra cui la più nota è quella riferita da Antonio Diogene. Unico riscontro veritiero appare il rinvenimento plurimo (nel 1905, 1923, 1933, 1966, 1991, 1993) in alcune aree dell'Islanda meridionale di monete romane con datazione tra il II e il III secolo, conservate al Museo Nazionale d'Islanda di Reykjavík, che secondo l'archeologo Kristján Eldjárn attesterebbero la frequentazione romana dell'Islanda.
Analoga attività missionaria svolse San Bonifacio in Sassonia dove il suo allievo Sturmio di Fulda fondò l'Abbazia di Fulda.
Stessa funzione missionaria fu svolta a cominciare dalla seconda metà dell'800 dai fratelli Cirillo e Metodio che, partendo dalla natia Tessalonica, in Grecia, raggiunsero, assieme a Fozio di Costantinopoli, la Crimea e poi la regione della Grande Moravia, che evangelizzarono, e nella quale introdussero l'Alfabeto glagolitico, da cui derivò poi l'Alfabeto cirillico ancora oggi in uso presso i popoli slavi.
Il viaggio in Terra santa dei pellegrini cristiani mirava invece non alla conoscenza di nuove terre, ma alla ricerca delle testimonianze materiali della Bibbia e del Vangelo, nonché a un aggiornamento delle conoscenze geografiche di quei luoghi. Già nel 333 d.C. un anonimo viaggiatore proveniente da Burdigala (Bordeaux) scrisse l'Itinerarium Burdigalense, noto anche come Itinerarium Hierosolymitanum, che è il più antico racconto di viaggi con un itinerario cristiano.
Tra il 381 ed il 384 d.C., la personalità più nota tra i pellegrini cristiani fu quella di Egeria, badessa di Aquitania ed autrice della Peregrinatio Aetheriae, (Il pellegrinaggio di Eteria) dove sono descritti l'Egitto, il Sinai, la Siria, la Mesopotamia fino alla città di Edessa.
Si citano tra gli innumerevoli altri autori di viaggi: Antonino di Piacenza (cui con una Pseudoepigrafia fu attribuita la cronaca di un pellegrinaggio del 570 in Terra Santa), l'irlandese Arculfo, il britannico Villibaldo di Eichstätt, Teodosio di Pečers'k, Leonardo Frescobaldi, Meliaduse d'Este.
Anche alcuni mercanti continuarono ad intrattenere rapporti commerciali con l'Asia e l'Africa, tra essi: Cosma Indicopleuste, mercante siriano del VI secolo d.C. che fu navigatore dell'Oceano Indiano e autore di un trattato, Topografia cristiana, che contiene 123 carte geografiche dei luoghi da lui esplorati, e Meshullam da Volterra (più noto come Buonaventura da Volterra).
(Francesco Giunta)
Dopo l'Anno Mille un risvegliato interesse culturale portò diversi viaggiatori e geografi europei ad intraprendere nuovi viaggi in Asia; alcuni si spinsero anche oltre il mondo arabo raggiungendo la Mongolia e la Cina; tra essi Beniamino di Tudela che dalla Spagna, nel 1165, raggiunse l'Arabia Felix.
Su ordine di papa Innocenzo IV, a partire dal 1245, diversi religiosi furono inviati in oriente in missione diplomatica o come missionari. Si segnalano, tra gli altri, Lorenzo di Portogallo, che partì da Lione nel 1245; nello stesso anno partì anche Giovanni da Pian del Carpine assieme al suo compagno Benedetto Polacco, che raggiunse Karakorum come legato papale presso i Tatari, consegnando alcune bolle papali al Gran Khan dell'Impero mongolo Güyük Khan.. Altro inviato quale ambasciatore fu Ascelino di Lombardia, che raggiunse la capitale mongola nel 1247, nello stesso anno in cui vi pervenne il diplomatico francese André de Longjumeau.
Anni dopo, Guglielmo di Rubruck nel 1253 arrivò a sua volta a Karakorum e redasse un resoconto, l' Itinerarium fratris Willielmi de Rubruquis de ordine fratrum Minorum, Galli, Anno gratia 1253 ad partes Orientales, che è spesso considerato il primo trattato scientifico sull'Asia centrale. Gli inviati papali continuarono a raggiungere l'Estremo Oriente: tra essi Riccoldo da Monte di Croce, che ci ha lasciato una ricca documentazione, il Liber Peregrinacionis o Itinerarius (scritto tra il 1288 e il 1291), in cui, tra l'altro, descrive la Cilicia ed il suo porto Lajazzo, da cui raggiunse Tabriz, Erzerum, ed il monte Ararat nel nord della Persia.
Finalità più prettamente religiose ebbero i viaggi di Giovanni da Montecorvino, che raggiunse Khanbaliq (Pechino) nel 1299 e vi costruì la prima chiesa cattolica in Cina (di cui divenne arcivescovo nel 1309), ed infine il francescano Odorico da Pordenone, che intorno al 1314 attraversò il Mar Nero e, passando da Trebisonda, Erzurum e Homs, raggiunse Bagdad. Continuò il suo viaggio per mare partendo dal porto di Hormuz, quindi raggiunse Bombay, l'isola di Ceylon, Sumatra, Giava, sbarcando infine a Canton, da cui raggiunse per via di terra Pechino, ove fu ricevuto dall'imperatore Yesün Temür Khan. Il suo apostolato, svolto a partire dal 1322 fu tanto efficace da renderlo noto come "Apostolo dei Cinesi". Durante il viaggio di ritorno raggiunse (primo europeo) la capitale del Tibet, Lhasa. Nel 1338 Giovanni de' Marignolli fu inviato in Cina per sostituire nella carica di arcivescovo il defunto Giovanni da Montecorvino; raggiunta Pechino nel 1342, fu ricevuto da Toghon Temür ed accreditato presso la comunità cristiana; rimase in Cina sino al 1346 quando ritornò ad Avignone latore di una lettera del Khan mongolo indirizzata al papa Innocenzo VI.

### Mercanti e diplomatici
Anche alcuni mercanti continuarono ad intrattenere rapporti commerciali con l'Asia e l'Africa; tra essi, oltre al già citato Cosma Indicopleuste, Andalò da Savignone che nel 1330 fu anche ambasciatore del Gran Khan Toghun Temür presso papa Benedetto XII; Ruy González de Clavijo che nel 1404 fu ambasciatore di Enrico III di Castiglia alla corte di Tamerlano (sue le prime descrizioni della capitale dell'impero timuride: Samarcanda).
Johannes Schiltberger, che dalla natia Frisinga in Baviera, dopo la Battaglia di Ancyra del 28 luglio 1402, passò al servizio di Tamerlano, e dopo la morte di questi soggiornò a Saraj, capitale dell'Orda d'Oro, visitò la Mingrelia, l'Abcasia la Circassia, ritornando infine in Baviera nel 1440. Il resoconto dei suoi viaggi ci è pervenuto in quattro manoscritti, in cui per la prima volta da parte di un europeo, è descritto il cavallo di Przewalskii che, poi, fu riscoperto nel 1881.
Niccolò Da Conti, che viaggiò per ben 25 anni tornando in Italia nel 1440. Il resoconto del suo viaggio fu redatto dal segretario papale Poggio Bracciolini, e fu uno dei primi resoconti a descrivere le Isole della Sonda come le Isole delle Spezie. Minutissime sono le sue descrizioni della regione bagnata dal fiume Gange, che influenzarono (tramite i colloqui che Conti ebbe a Firenze nel 1441 in occasione del Concilio di Basilea, Ferrara e Firenze), non solo Paolo Toscanelli, e nel 1459 anche il veneziano Fra Mauro e infine Meshullam da Volterra.

### Gli Arabi
Gli Arabi compirono importanti viaggi verso l'Asia centrale, la Cina, l'India, importando da quelle civiltà importanti cognizioni in molti campi del sapere. Fondamentali per la Cosmografia furono gli scritti di Zakariyya al-Qazwini famoso anche per il dizionario geografico "Monumenti dei luoghi e storia dei servi di Dio".
Grazie all'opera dei geografi di cultura araba Ibn al-Faqih al-Hamadani, Al-Muqaddasi, Abu ʿUbayd al-Bakri e di Abū l-Qāsim ʿUbayd Allāh b. Khordādbeh, ci è pervenuto il Kitāb al-masālik wa l-mamālik (Libro delle strade e dei reami), da cui risulta che nel periodo compreso tra l'846 ed il 1084 la maggior parte delle conoscenze geografiche era dovuta all'intenso commercio tra Occidente ed Oriente svolto dai Radaniti mercanti ebrei dell'Alto Medioevo che sembra abbiano svolto un ruolo fondamentale negli scambi mercantili di prodotti rari e di lusso tra il mondo cristiano e quello musulmano, specialmente nel IX secolo dell'era cristiana..
Tra i viaggiatori, oltre a Yaqut, Ibn Hawqal, Ibrahim ibn Ya'qub, Ibn Jubayr, al-Himyari, vi fu lo storico Ibn Khaldun che, nel 1401, in qualità di ambasciatore presso la corte di Tamerlano, riportò descrizioni dell'Impero timuride in Asia Centrale ed in Persia orientale. Rilievo antropologico assume il manoscritto datato 922 d.C. redatto da Ahmad ibn Fadlan, quale resoconto del suo viaggio in missione diplomatica per conto del califfo abbaside di Baghdad, al-Muqtadir, presso il re bulgaro del Volga Almış, riportando notizie sulla presenza dei vichinghi che già allora erano penetrati nel bacino del fiume Volga. Assistette tra l'altro alla cerimonia funebre di un capo vichingo descrivendo per la prima volta il rituale del suo seppellimento con l'intera nave messa alle fiamme.
Particolarmente significativi furono i viaggi di Ibn Battuta (1304–1368/69), che visitò Africa, India, Sud-est asiatico e Cina, e che è considerato uno dei più grandi viaggiatori ed esploratori della storia. Scrisse Un dono di gran pregio per chi vuol gettar lo sguardo su città inconsuete e peripli d'incanto.

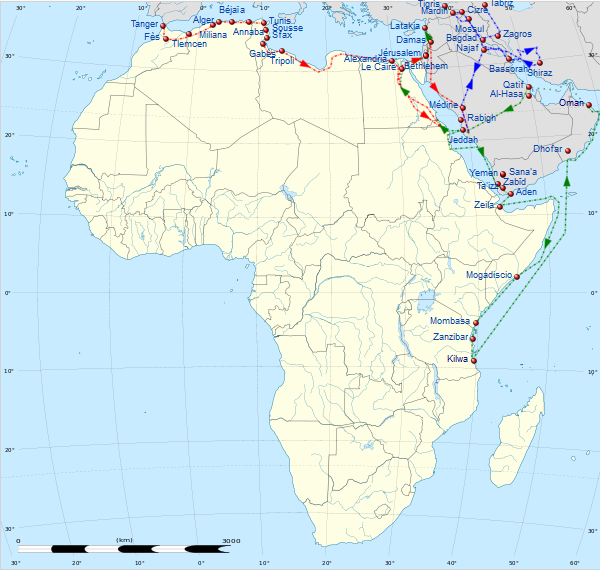
Itinerario dei viaggi di Ibn Battuta dal 1325 al 1332.
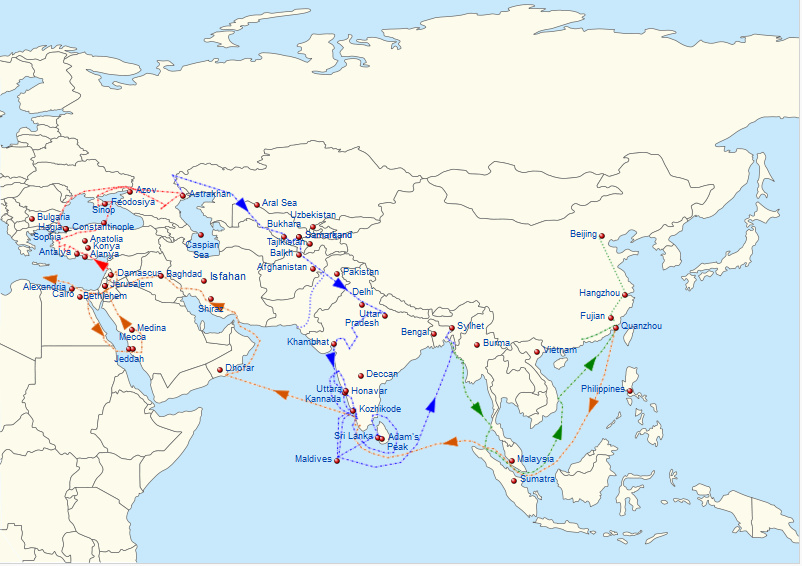
Itinerario dei viaggi di Ibn Battuta dal 1332 al 1346.
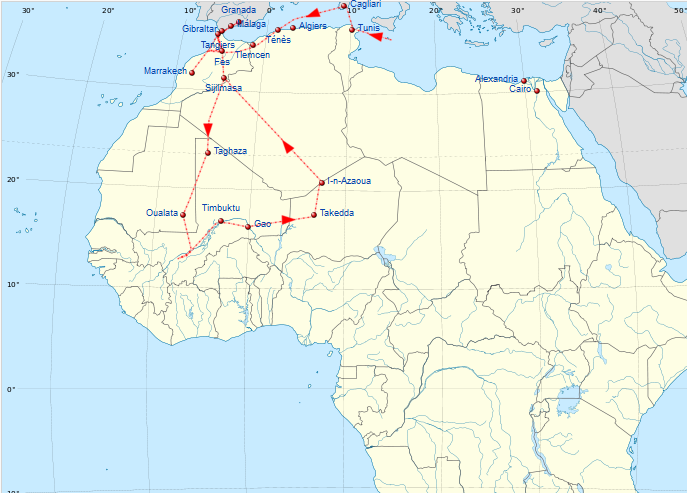
Itinerario dei viaggi di Ibn Battuta dal 1349 al 1354.

Altrettanto degno di menzione è il viaggiatore arabo Muhammad al-Idrisi (noto anche come Idrīsī, Edrisi, El Edrisi). Dopo aver viaggiato in Anatolia, Grecia, Creta, Rodi, Portogallo, i Pirenei, la costa atlantica francese, l'Ungheria, la Finlandia, e York in Inghilterra, nel 1145 si stabilì a Palermo presso la corte normanna del re Ruggero II dove pubblicò una raccolta di osservazioni sui viaggi che aveva compiuti dal titolo :Kitāb nuzhat al-mushtāq fī ikhtirāq al-āfāq, chiamato Il libro di Ruggero (Kitāb Rugiār o Kitāb Rugiārī) con una rappresentazione cartografica del mondo alla fine del 1154 nota come Tabula Rogeriana.
Il repertorio delle informazioni contenute è notevolissimo, i toponimi elencati sono quasi cinquemila. La regione descritta più dettagliatamente e con precisione, visto il committente, è la Sicilia, il testo diventa meno dettagliato, e con più stereotipi e minore esattezza nella descrizione geografica.
Nei suoi scritti narra che alcuni viaggiatori arabi, partiti da Lisbona, avessero attraversato l'Oceano Atlantico raggiungendo delle isole i cui abitanti avevano la pelle rossa:
(Mohammed Hamidullah (Winter 1968). "Muslim Discovery of America before Columbus", Journal of the Muslim Students' Association of the United States and Canada 4 (2): 7–9)

### I Vichinghi
A partire dal X secolo, durante il periodo di inusuale clima relativamente caldo, nella regione del nord Atlantico, durato circa 500 anni dal IX al XIV secolo (periodo caldo medievale), per la prima volta casualmente i Vichinghi (noti anche come Norreni) con il navigatore scandinavo Naddoddr toccarono l'Islanda, poi con il navigatore Hrafna-Flóki Vilgerðarson cominciò la colonizzazione, dai resti rinvenuti risulta che probabilmente l'isola fosse stata abitata da monaci irlandesi Papar. I Vichinghi, partendo dall'Islanda, raggiunsero nel 985 con Erik il Rosso la Groenlandia fondandovi una prospera colonia tanto importante che nel 1112 nella città di Garðar si costituì la sede vescovile con Erik Gnupsson nominato da Papa Pasquale II.
A partire dal 1100 la Groenlandia era stata scoperta e colonizzata anche dagli Inuit, con un loro sottogruppo noto come popolazione di Thule che arrivò in Groenlandia intorno al XIII secolo, presso la cittadina di Qaanaaq.
I Vichinghi stanziati in Groenlandia chiamarono "Skræling", barbari, le popolazioni preesistenti dei Dorset e un sottogruppo della popolazione di Thule. Quando il viaggiatore islandese Bjarni Herjólfsson nel 986 scoprì Terranova (che chiamò Vinland) e il Labrador (che chiamò Markland) chiamò allo stesso modo "barbari" gli abitanti del Nord America probabili antenati dei Beothuk.
Nel 996 Leif Ericson figlio di Erik il Rosso, raggiunse l'Isola Baffin, che chiamò Helluland), e fondò un insediamento vichingo presso L'Anse aux Meadows a Terranova di cui ancora oggi esistono resti archeologici.

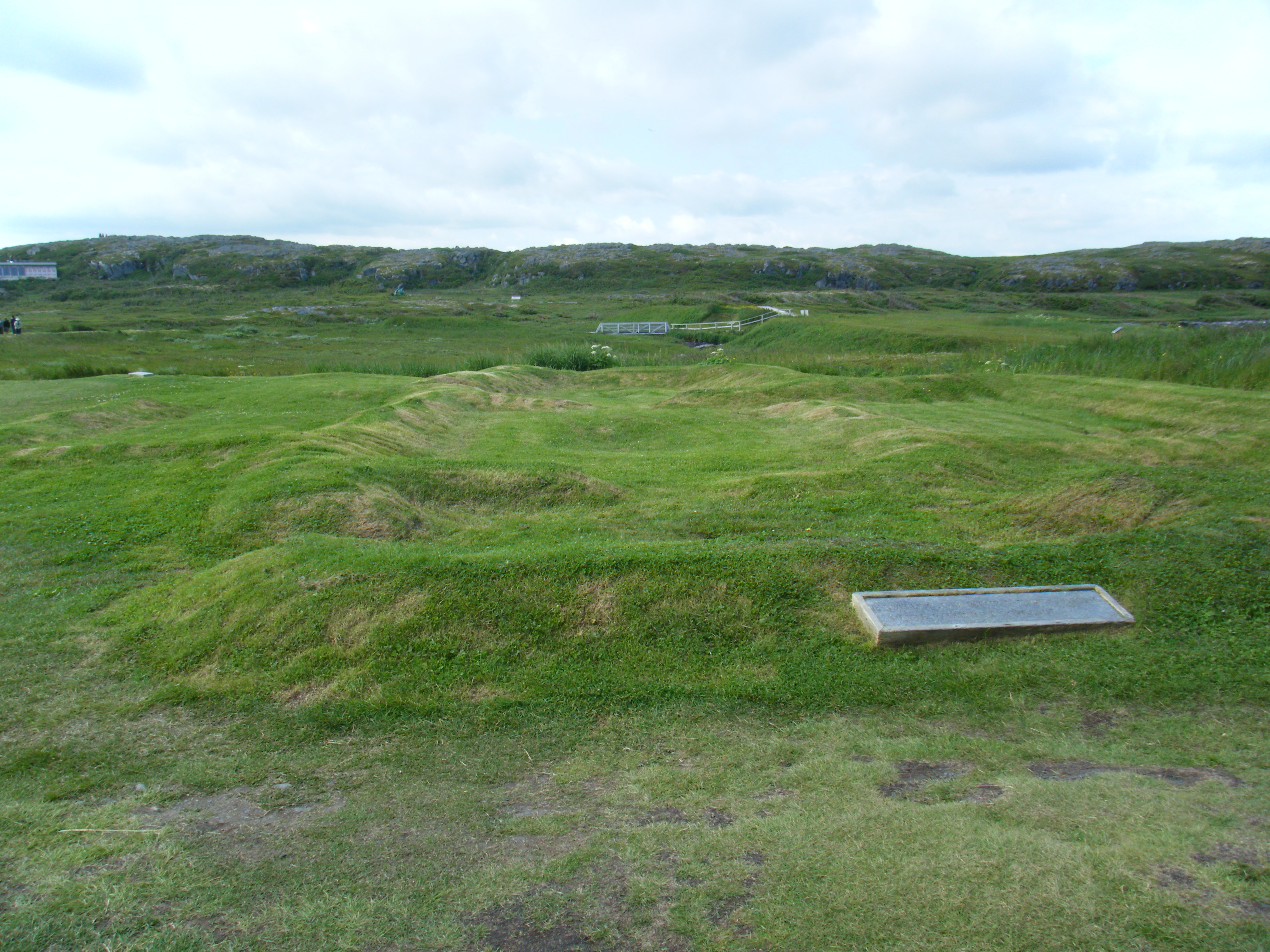
L'Anse Aux Meadows Large Building

Non insignificante fu la conoscenza che i Vichinghi ebbero della regione della Sarmazia, che esplorarono dapprima risalendo i fiumi che sfociavano nel Mar Baltico, stabilendosi sul lago Ladoga dove fondarono la città di Aldeigjuborg, e quindi, navigando il fiume Dnepr si diressero verso il Mar Nero. In questo modo costituirono la Via variago-greca in direzione di Bisanzio che permetteva di unire con una rete di scambi commerciali la Scandinavia e l'Impero bizantino. In particolare la via attraverso il Mar Caspio raggiungeva il Califfato degli Abbasidi presso la città di Abaskun, l'Emirato dei Samanidi, e anche la città di Khiva in Uzbekistan. Tra l'VIII ed il IX secolo gli insediamenti norreni erano così estesi da formare il Khaganato di Rus'.
Erano chiamati Variaghi le popolazioni vichinghe che verso l'anno 880, secondo la Cronaca degli anni passati, si insediarono a Kiev, guidati da Rjurik e fondarono Rus' di Kiev, il più antico stato slavo, dal quale, già a partire dall'864 e sino al 1174, partirono numerose spedizioni militari.

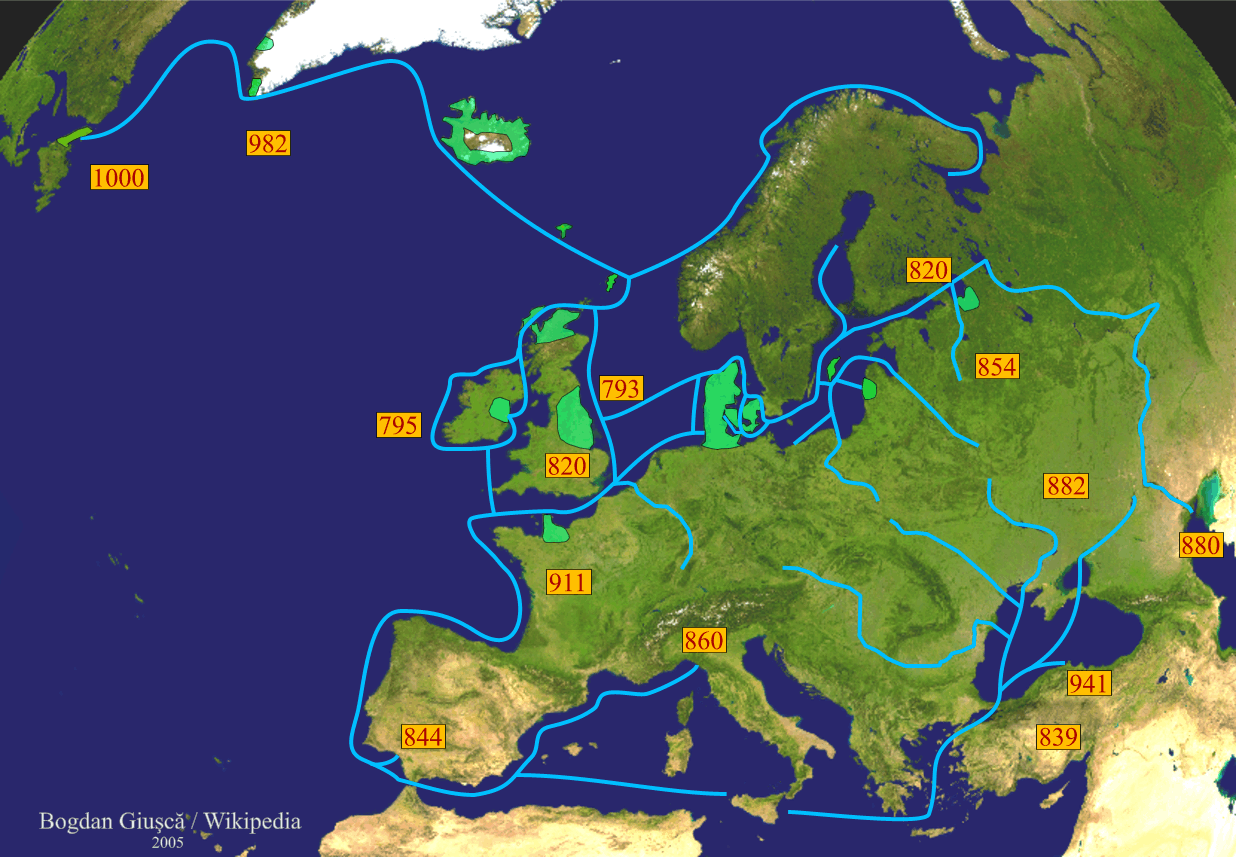
Territori e viaggi dei Vichinghi
Insediamenti Vichinghi in Islanda
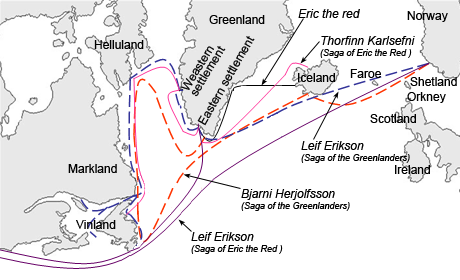
Insediamenti Vichinghi in America
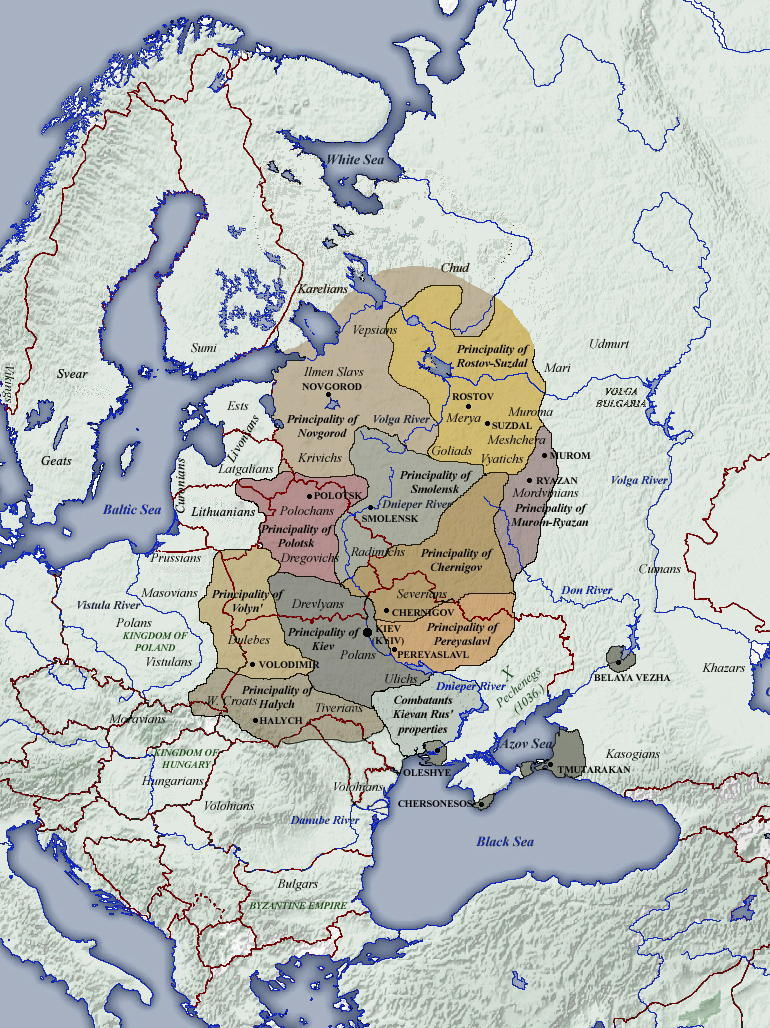
Principali ambiti della colonizzazione Variaga (1054-1132)
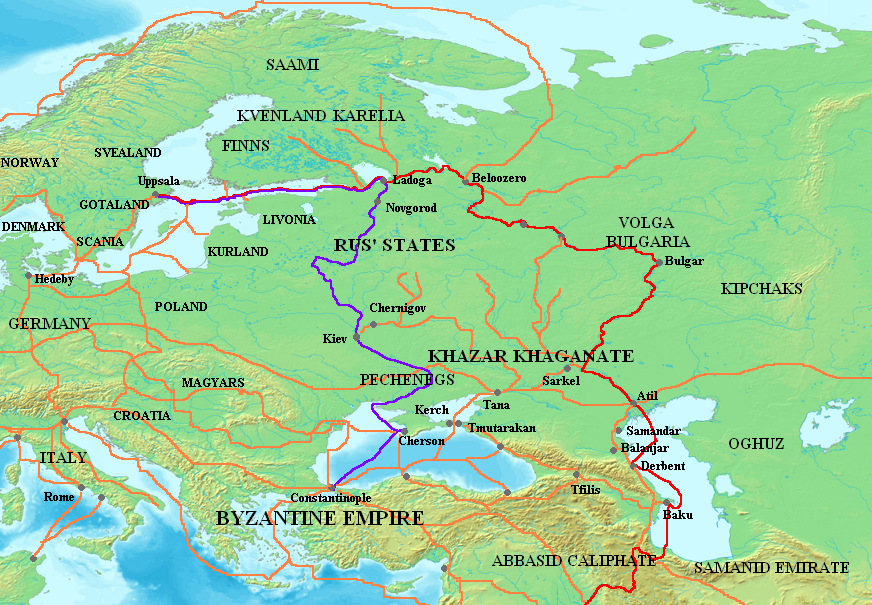
Mappa delle rotte dei Variaghi. In viola la via variago-greca, in rosso quella del Volga che attraversava il Mar Caspio, in arancione le altre vie.
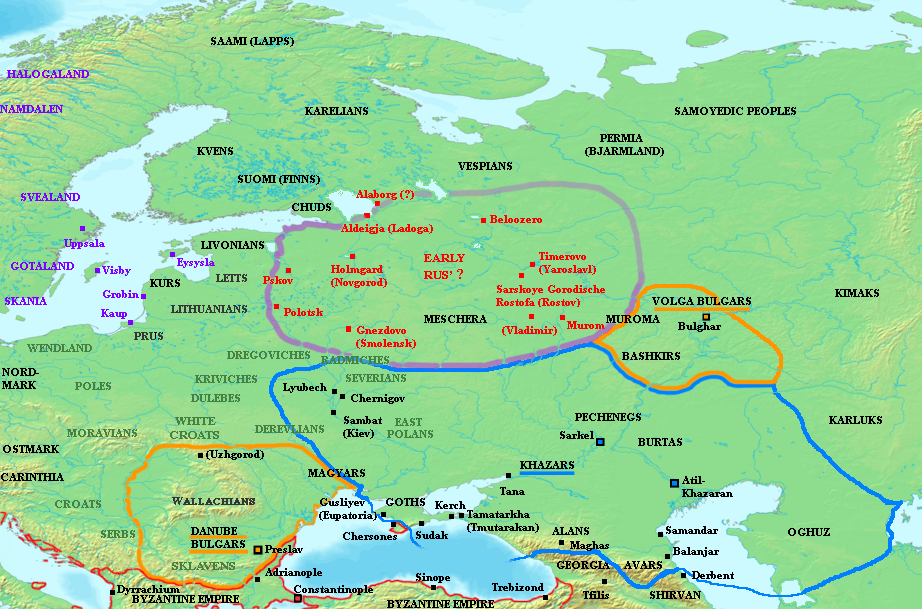
La mappa mostra gli insediamenti Variaghi o Rus' (in rosso) e le tribù slave (in grigio), metà del IX secolo dC. L'area d'influenza dei Cazari è indicata con la linea blu

### Le Repubbliche marinare

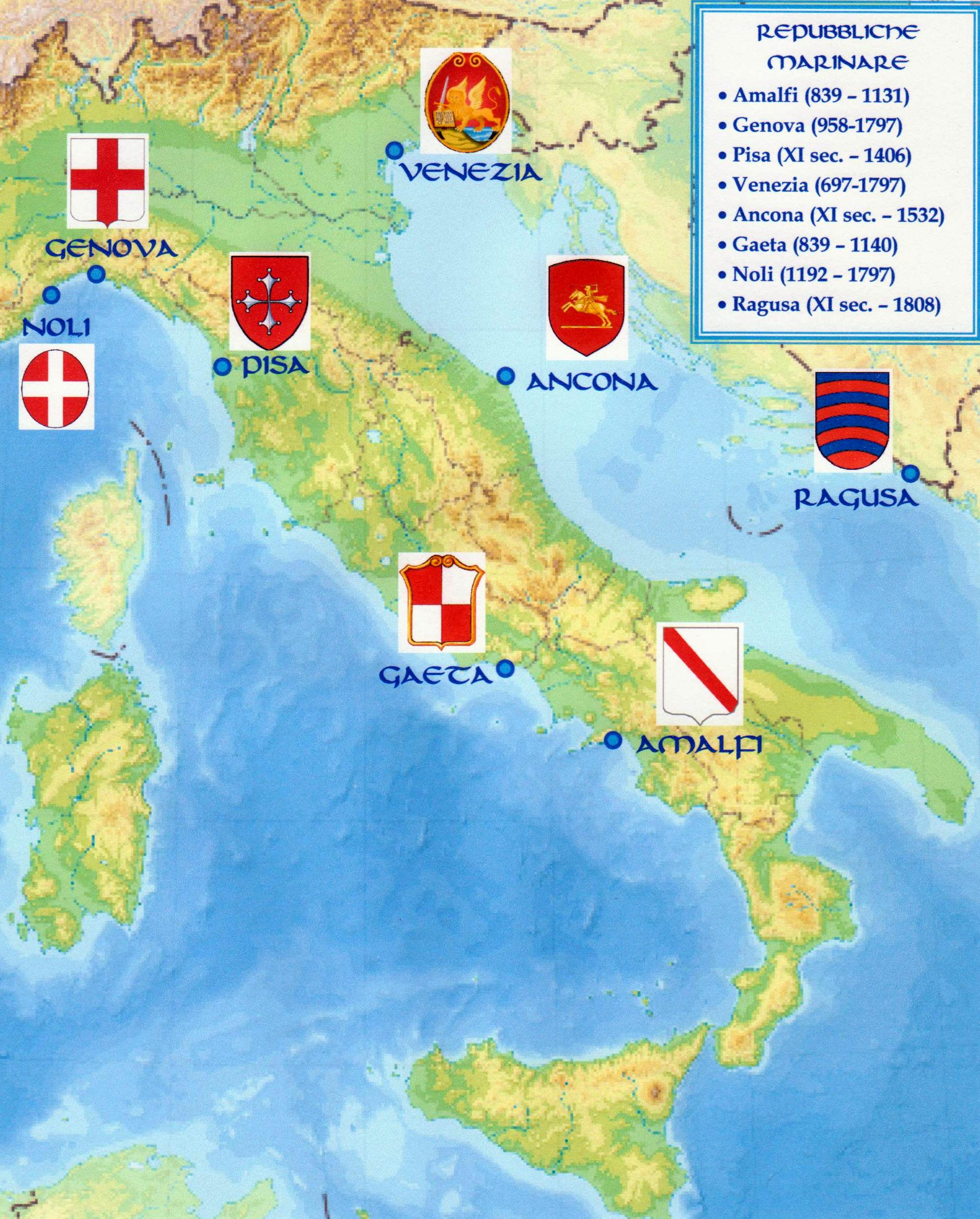
Le repubbliche marinare e i loro periodi di indipendenza

La ripresa economica e commerciale successiva all'anno Mille e il notevole sviluppo delle repubbliche marinare portò ad una ripresa significativa delle esplorazioni geografiche che videro i seguenti protagonisti.
- I fratelli genovesi Ugolino e Vadino Vivaldi (XIII secolo), che tentarono un'esplorazione marittima nell'Oceano Atlantico della quale non si ebbe più notizia. I mercanti italiani tentavano infatti di raggiungere la Cina attraverso vie alternative, per evitare il passaggio delle merci nei paesi arabi che ne causava un aumento dei prezzi.
- Marco Polo (1254–1324), il cui intento ebbe invece successo: il lungo viaggio intrapreso dal veneziano fra il 1271 e il 1295 gli permise di raggiungere la Cina via terra, percorrendo la cosiddetta via della seta. Partito insieme al padre Niccolò e allo zio Matteo, giunto in Cina, ottenne i favori del Kubilai Khan, divenendone consigliere e successivamente ambasciatore. Mentre tornava a Venezia per mare, catturato e fatto prigioniero dalle navi genovesi, raccontò i suoi viaggi che furono trascritti ne Il Milione (c.1298), un'opera che contribuì a far conoscere agli europei le regioni centrali e orientali dell'Asia. Le sue descrizioni hanno ispirato Cristoforo Colombo[34] e contribuito alla creazione della mappa di fra Mauro[35].
- Lanzerotto Malocello (1270–1336), ligure, che arrivò alle Canarie e che lasciò il suo nome all'isola di Lanzarote.
- Ciriaco d'Ancona (1391–1452), che esplorò i paesi del Mediterraneo orientale alla ricerca di testimonianze del passato; riscoprì il Partenone, l'oracolo di Delfi e le Piramidi. Era perciò detto dai suoi stessi contemporanei pater antiquitatis, e oggi è considerato il fondatore dell'archeologia[36].
- Cristoforo Colombo (1451 – 1506), uno dei più celebri navigatori di tutti i tempi, con il suo viaggio diretto nelle Indie, rese nota agli europei l'esistenza dell'America. Nella periodizzazione della Storia questo evento è considerato la fine al Medioevo.
- Sebastiano Caboto (1484 – 1557), il veneziano che, assunto come cartografo da Enrico VIII d'Inghilterra, scoprì Terranova ed esplorò le coste atlantiche d'America.

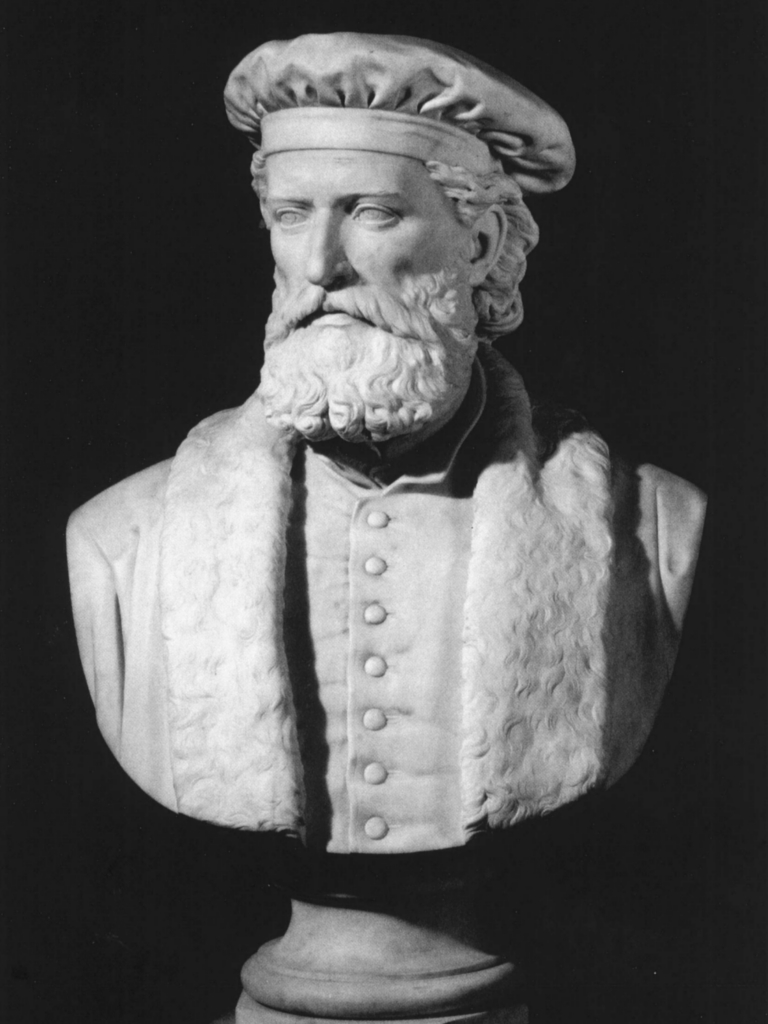
Busto di Marco Polo. Panteon Veneto; di Palazzo Loredan presso l'Istituto Veneto di Scienze, Lettere ed Arti
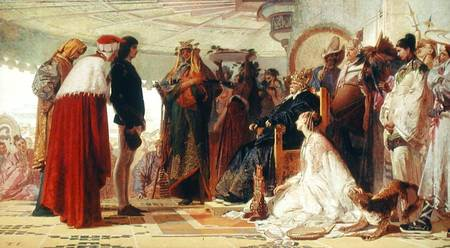
Marco Polo alla Corte del Gran Khan (dipinto di Tranquillo Cremona)
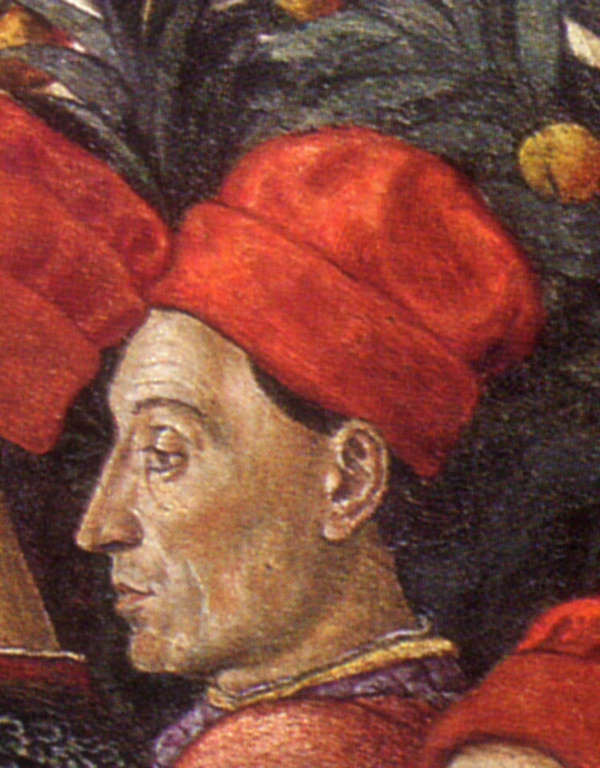
Ciriaco d'Ancona ritratto da Benozzo Gozzoli
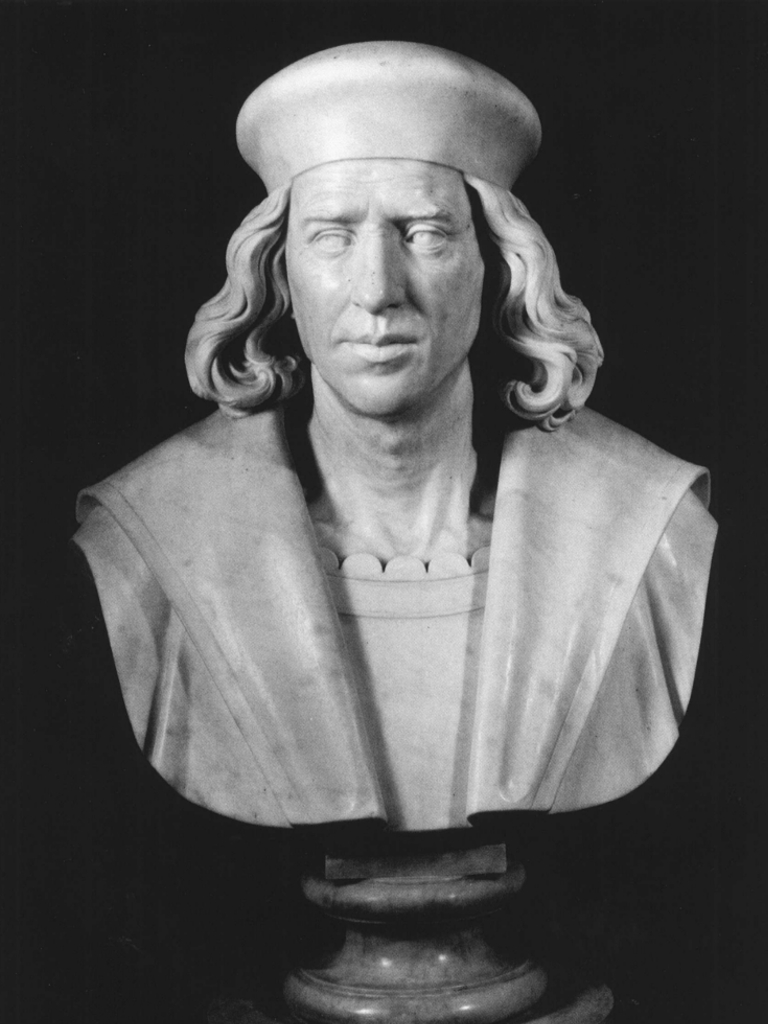
Sebastiano Caboto. Panteon Veneto; di Palazzo Loredan presso l'Istituto Veneto di Scienze, Lettere ed Arti

### Gli ebrei
Oltre ai cristiani, diversi esponenti della cultura o religione ebraica contribuirono alla conoscenza geografica medievale, tra gli altri Joseph Rabban, Yehuda ben Meir, Yitzhak Dorbelo, Petachiah di Ratisbona, ed Eldad ha-Dani, famoso per i suoi fantasiosi resoconti di viaggio presso le Dieci tribù perdute d'Israele. Una figura a sé stante è stata quella del rabbino Beniamino di Tudela, che partendo dalla natia Tudela in Navarra si spinse, a partire dal 1165, sino a Salonicco e Costantinopoli, quindi visitò Damasco, Aleppo, Palmira, Gerusalemme, Mossul e Baghdad. Raggiunse Basra in Persia, quindi in Egitto visitò le comunità ebraiche di Fayum, Alessandria d'Egitto, il Cairo e Damietta. Ritornò in patria nel 1173 passando da Messina e Palermo. In tutto visitò 300 città, incluse Roma, Costantinopoli, Alessandria d'Egitto, Gerusalemme, Damasco e Baghdad. Il resoconto dei suoi viaggi è il libro, I viaggi di Beniamino (מסעות בנימין, Masa'ot Binyamin (in ebraico come ספר המסעות, Sefer ha-Masa'ot, Il libro dei viaggi).

## L'Età moderna

### La circumnavigazione dell'Africa
La sempre instabile situazione politica nel Medio Oriente, stimolò le potenze marinare a ricercare vie alternative a quelle verso il Levante. Precursori furono i portoghesi che, essendo esclusi dalle rotte del Mediterraneo, su impulso del principe Enrico il Navigatore, iniziarono a navigare nell'Atlantico.
Oltre ai già menzionati fratelli Ugolino e Vadino Vivaldi che raggiunsero il Senegal, ed a Lanzerotto Malocello (1270–1336), che arrivò alle Canarie, dette allora Isole Fortunate. Nel 1341, sempre per conto della corona portoghese, Nicoloso da Recco ed Angiolino del Tegghia de' Corbizzi raggiunsero Madera e le Azzorre.
Nel 1434 due navi comandate da Gil Eanes e da Afonso Gonçalves de Antona Baldaya riuscirono a doppiare Capo Bojador, e nel 1436 il Baldaya giunse sino alla foce del Río de Oro. Nel 1441 Nuno Tristão raggiungeva nel Sahara Occidentale la penisola di Cabo Blanco e l'isola di Arguin in Mauritania. Il Senegal fu nuovamente raggiunto nel 1445 da Lancillotto Pessanha, creando un primo insediamento commerciale da cui provenivano schiavi e polvere d'oro. Nello stesso anno 1445 Antonio da Noli scoprì le isole del Capo Verde, mentre nel 1446 Álvaro Fernandes raggiungeva la Sierra Leone. Infine, nel 1455 Alvise Da Mosto assieme ad Antoniotto Usodimare pervennero al fiume Gambia ed alle isole Bissagos.
La caduta di Costantinopoli nel 1453, determinò il passaggio ai Turchi del controllo delle preziose merci che giungevano in Europa dall'Asia. Fu quindi obbligatoria l'esigenza di trovare vie alternative per giungere in India e in Cina.
Il mondo geografico si divise in due scuole di pensiero: una, definita tolemaica, era convinta che l'unica via alternativa fosse la ricerca di un passaggio o a nord dell'Europa o circumnavigando l'Africa, un'altra detta oceanica, guidata dal geografo fiorentino Paolo Toscanelli sosteneva che la Terra fosse sferica e si potesse raggiungere l'India tramite l'Oceano Atlantico.
Le innovazioni e i fondamentali progressi nella navigazione e nella cartografia permisero le grandi esplorazioni compiute nel Quattrocento da spagnoli e in particolare dai portoghesi, cui va, anche il merito di avere identificato la costellazione della Croce del Sud come stella di riferimento per la navigazione nel mare australe, al posto della Stella Polare, i portoghesi, inoltre, trassero vantaggio dalla particolare tecnica di navigazione in alto mare, la cosiddetta volta do mar, messa a punto originariamente per l'attraversamento dell'Atlantico settentrionale.
Dopo la morte di Enrico il Navigatore, l'Infante principe Fernando, ridiede impulso ai viaggi affidando l'impresa di scoprire nuove terre ai navigatori Diego Alfonso, Pedro da Sintra, João de Santarém e Pêro Escobar che nel decennio dal 1461 al 1471 scoprirono le isole di Annobón e di São Tomé e Príncipe mentre l'anno successivo Fernão do Pó sbarcava nella maggiore fra le isole del golfo del Biafra nell'isola che porta il suo nome: Fernando Poo. Durante il regno di Alfonso V continuò l'espansione coloniale portoghese, si scoprì il Gabon per opera del navigatore Lopo Gonçalves, e nel 1471, egli assieme a Rui de Sequeira, fu il primo europeo ad attraversare l'equatore. Nel 1481 il mercante e navigatore Fernão Gomes da Mina rafforzò il possedimento portoghese della città di Elmina facendo costruire l'Elmina Castle (Castello di Elmina), nel 1482, forte con funzione cruciale rispetto al lucroso commercio di oro alluvionale. Nel 1483 l'esploratore Diogo Cão raggiunse la foce del fiume Congo, ed, in cerca di schiavi, inviò alcuni marinai all'interno del bacino fluviale presso il regno del Congo. Navigò ancora verso sud, fino a Cabo de Santa Maria, (l'attuale Angola). Nel secondo viaggio del 1486 raggiunse Cape Cross, (nell'attuale Namibia).
Nel 1487 Bartolomeo Diaz, doppiò Capo di Buona Speranza, l'impresa fu il prodromo di quella di Vasco da Gama, che partendo l'8 luglio 1497 da Lisbona (con tre navi armate dalla casa mercantile fiorentina, di Girolamo Sernigi che viveva a Lisbona e redasse la relazione del viaggio al ritorno di Vasco), doppiò il Capo di Buona Speranza, raggiunse le coste del Natal (da lui così chiamato avendole raggiunte il giorno di Natale del 1497), oltrepassò il Canale di Monzabico fino ai porti di Mombasa e di Malindi e il 24 maggio 1498 sbarca a Calicut, nel Malabar, sulla costa sud-occidentale dell'India. I mercanti arabi convinsero il rajà a non accordare protezione a quello che appariva come un pericoloso concorrente, ma l'impresa di Vasco da Gama segnò un punto fondamentale per la costituzione dell'Impero portoghese in Africa ed in Asia.
Essenziali furono poi gli scali non di cabotaggio dell'Africa verso l'Asia, nel 1502 furono scoperte ad opera del navigatore portoghese João da Nova, le isole di Ascensione e di Sant'Elena ( di quest'ultima, per quasi un secolo la posizione venne mantenuta segreta, cosicché i primi residenti furono tutti di origine portoghese). Nel 1506 il navigatore Tristão da Cunha, sulla rotta per il Capo di Buona Speranza avvistò un'isola cui diede il suo nome Ilha de Tristão da Cunha.
La superiorità tecnologica delle armi dei portoghesi permise loro di sconfiggere i potentati arabi che si erano insediati nella costa della Tanzania sin dal IX secolo, furono conquistate le isole di Kilwa Kisiwani( di cui era nota l'esistenza essendo stata visitata da Ibn Battuta), e l'arcipelago di Zanzibar già nell'agosto del 1505, sempre nel 1505 fu occupata la città marittima di Kannur sulla costa est dell'India. Ad opera dell'ammiraglio Alfonso de Albuquerque nel 1510 fu conquistata la città di Goa sulla costa ovest dell'India, le sue imprese militari lo portarono all'occupazione della Malacca nel 1511, e dell'isola di Timor nel 1512, conquistò nel 1515 lo scalo commerciale di Hormuz, riuscì a porre delle basi portoghesi perfino nella penisola arabica: Khawr Fakkān nel golfo di Oman, e Dibā nella penisola di Musandam. Ebbe così inizio l'interdizione del secolare commercio arabo agevolata dalla costruzione di una catena di forti marittimi ed approdi che fu il fulcro della penetrazione portoghese in Asia, e che culminò con il possedimento di Macao nel 1552.
Infine, dopo il Trattato di Tordesillas il Portogallo con Pedro Álvares Cabral nel 1500 raggiunse la costa del Brasile.

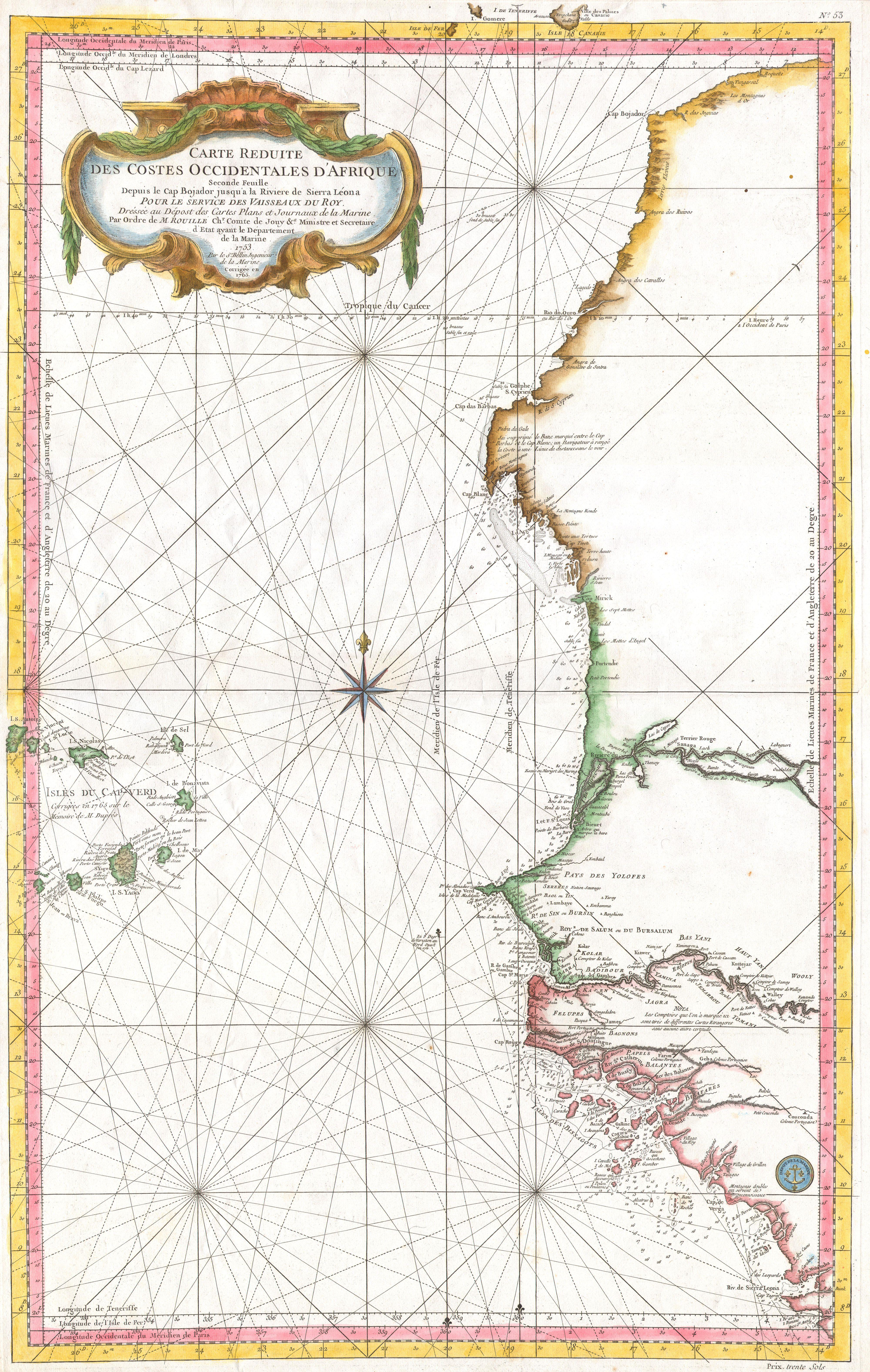
Mappa marittima dell'Africa Occidentale (Senegal, Gambia, Guinea, etc.)
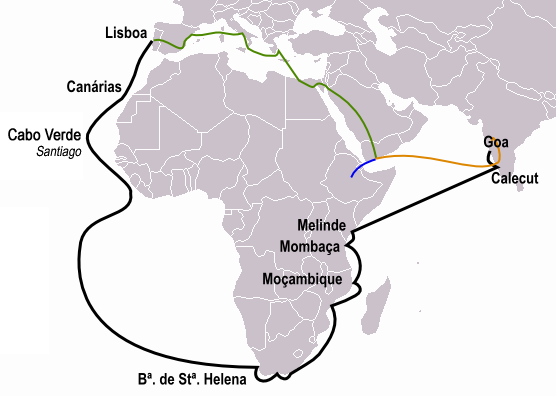
Le rotte marittime portoghesi verso l'India
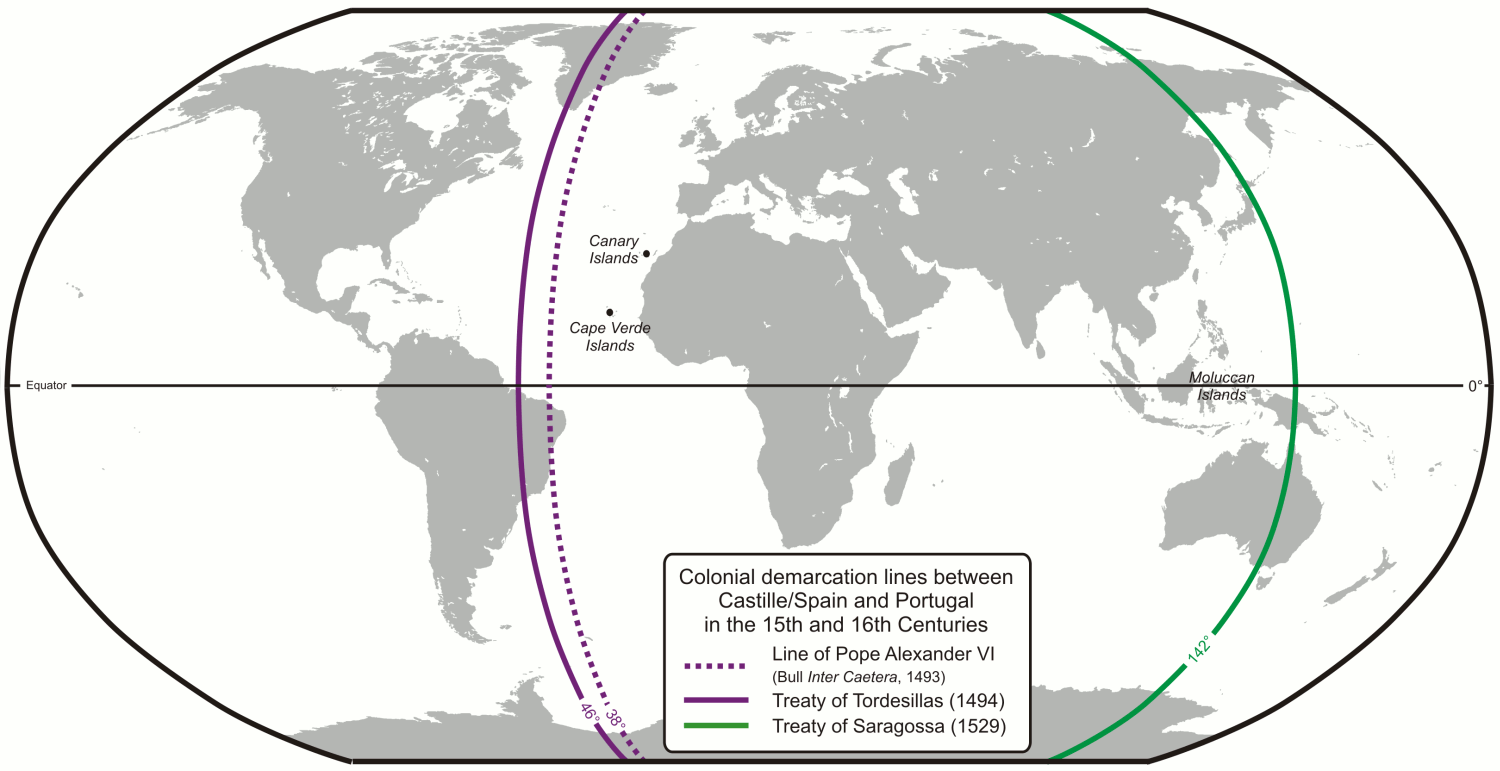
Mappa del Trattato di Tordesillas sulla divisione del Globo tra Spagna e Portogallo
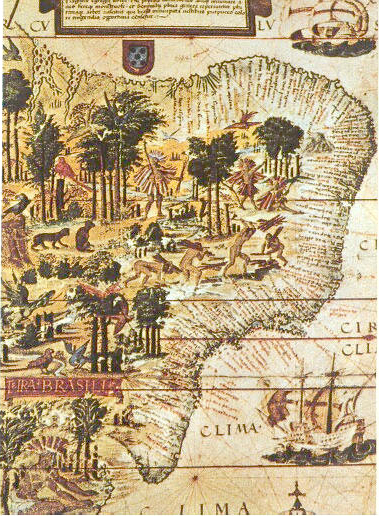
Mappa del Brasile, anno 1519.
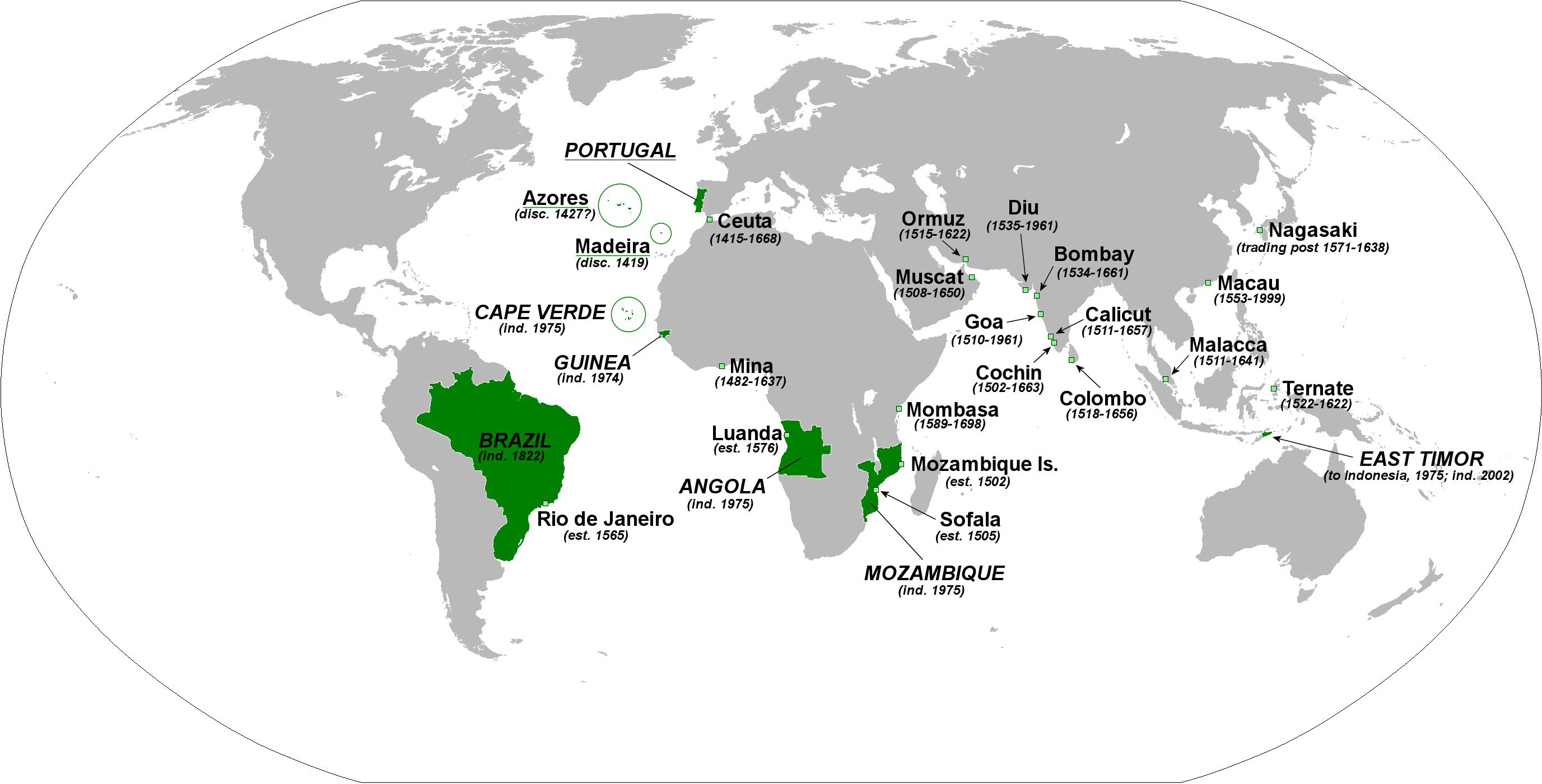
L'Impero portoghese nella sua massima espansione

### La scoperta dell'America
L'impresa più celebre e significativa fu quella compiuta da Cristoforo Colombo che il 12 ottobre 1492 raggiunse il continente americano, segnando una vera e propria svolta nella storia universale, tanto da costituire per molti storici l'inizio dell'età moderna. Pietro Martire d'Anghiera, nella sua opera "De Orbe Novo", descrisse il primo contatto fra gli Europei e i nativi americani.

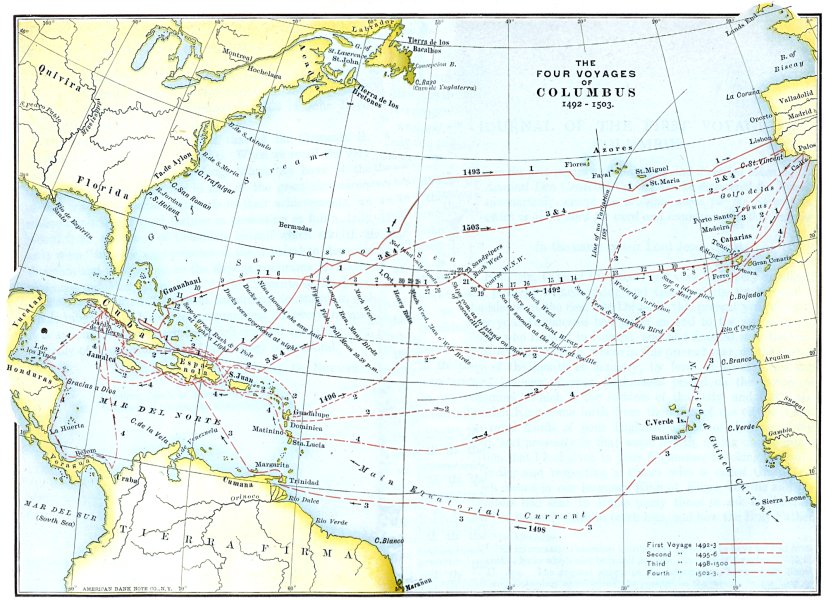
I quattro viaggi di Colombo

Altri navigatori italiani furono Giovanni Caboto (1445-1498), veneziano, su incarico conferitogli il 5 aprile 1496 da Enrico VII d'Inghilterra, scoprì Terranova nel 1497, indi costeggiò l'Isola del Capo Bretone e sbarcò nella Nuova Scozia. Il figlio di Giovanni, Sebastiano Caboto (1484–1557), fu assunto nel 1512 come cartografo da Enrico VIII d'Inghilterra. Nominato Capitano Generale della Spagna da Carlo V, tra il 1526 ed il 1530 raggiunse il Rio della Plata tra Argentina ed Uruguay.
Agli inizi del XVI secolo il toscano Amerigo Vespucci esplorò il litorale atlantico del Sudamerica e fu il primo a capire di non essere in Asia ma in una nuova terra che in suo onore fu chiamata America.
Le imprese dei conquistadores consentirono successivamente, agli Europei, di navigare per la prima volta nell'Oceano Pacifico.

### L'esplorazione del Pacifico

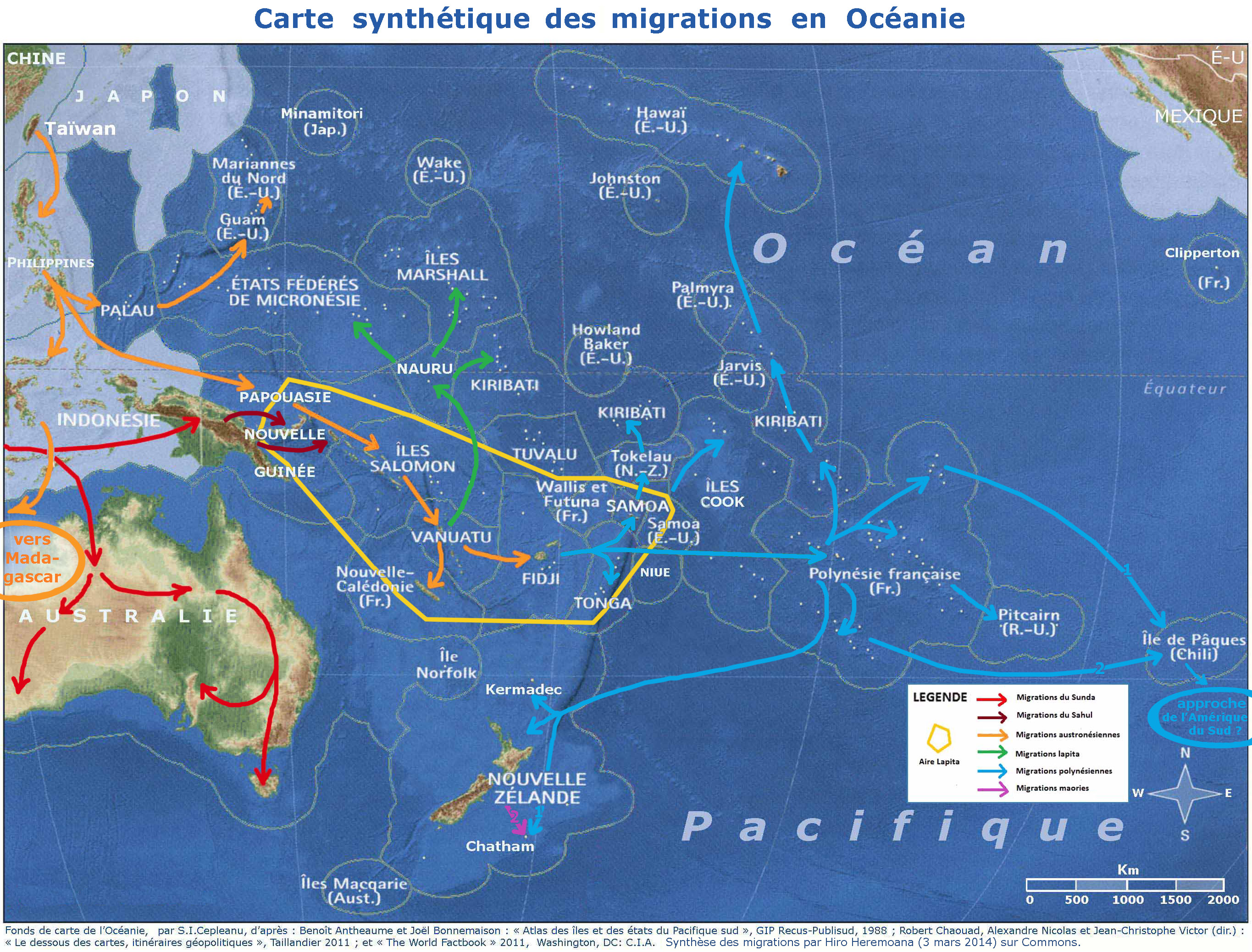
Mappa sintetica delle migrazioni in Oceania

Le prime esplorazioni umane, ed i relativi insediamenti, iniziarono circa 40.000 anni fa, provenienti da Taiwan, dalle Isole della Sonda, dalla Piattaforma di Sahul. In ondate successive si stabilirono insediamenti umani dal 9.000 al 2.500 a.C. in Nuova Guinea, Vanuatu, Nuova Caledonia ed isole Figi. Quindi dal 2.500 a.C. fino al 750 d.C. progressivamente nelle Samoa, a Tonga, nelle Isole Marchesi, in tutta la Polinesia Orientale, ed infine in Nuova Zelanda.
Testimonianze archeologiche si trovano a Tongatapu, a Kosrae, sull'Isola di Pasqua con i Moai, e ancora a Nan Madol nell'isola di Pohnpei.

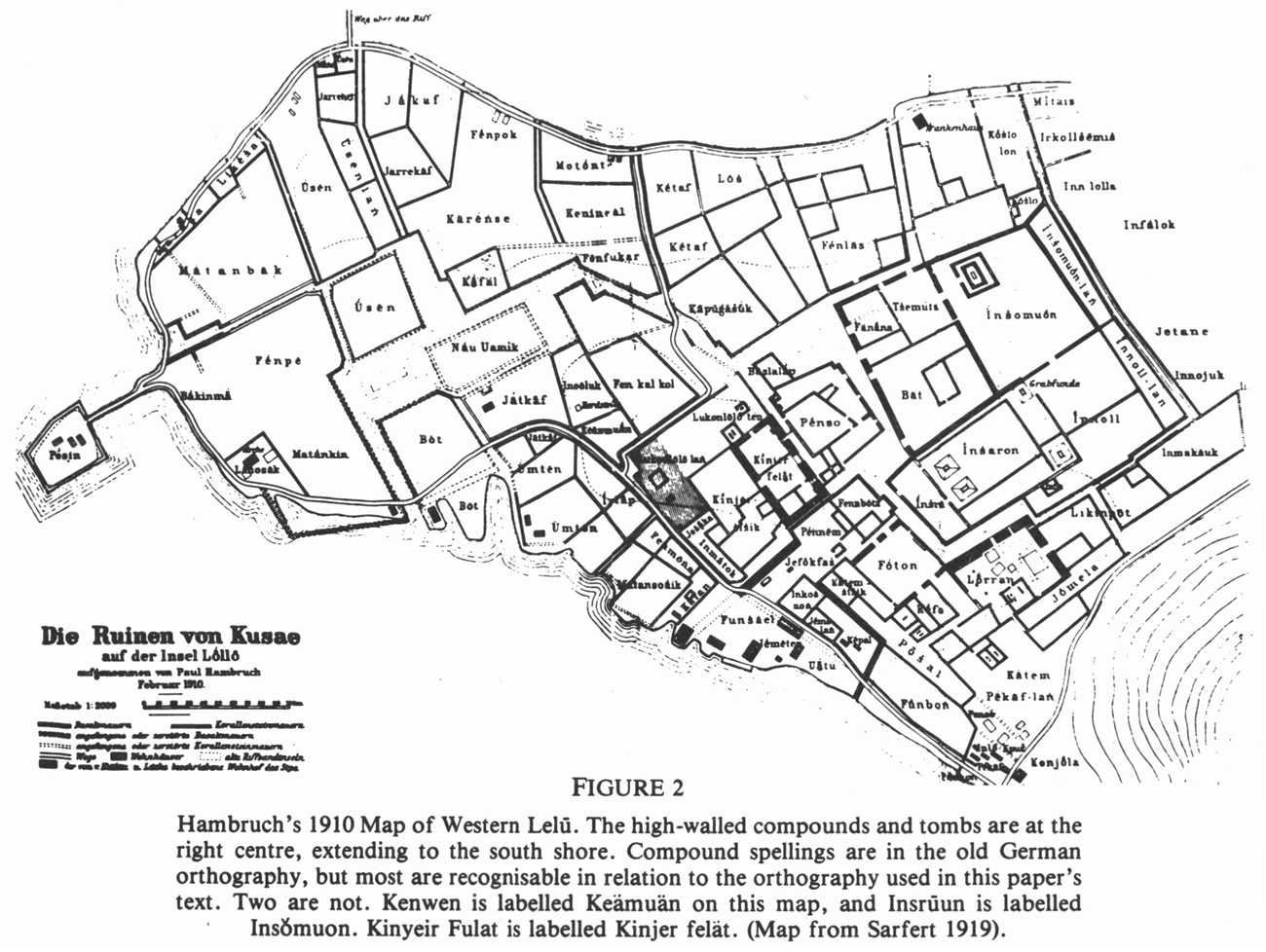
Lelu - mappa del sito archeologico, Isola di Kosrae
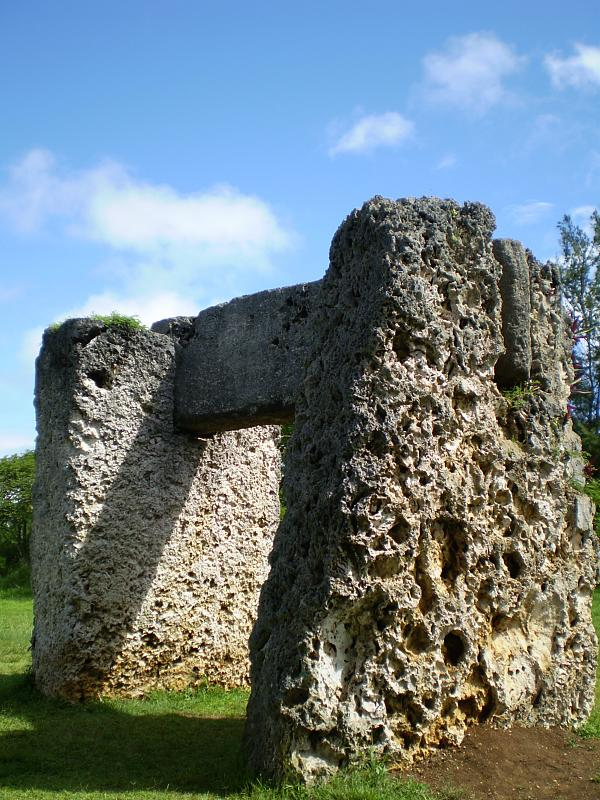
Haamonga-A-Maui a Tongatapu, (Tonga)
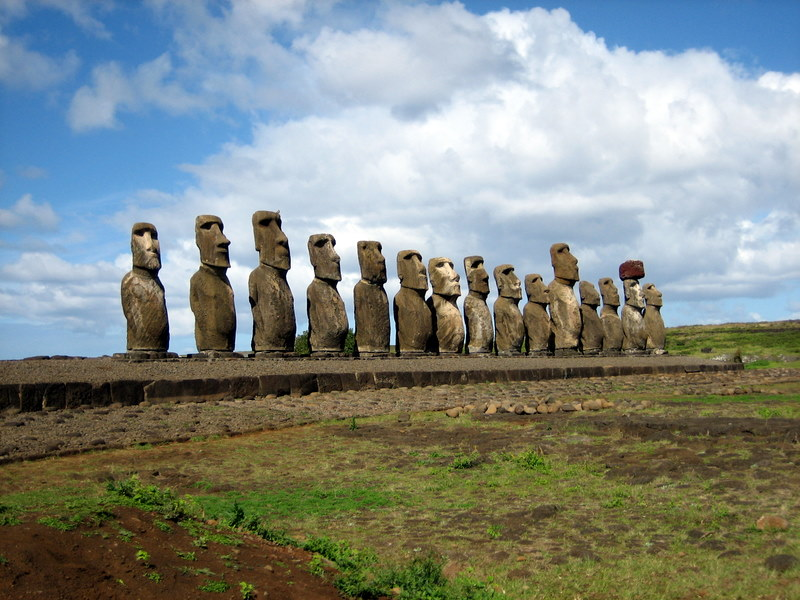
AhuTongariki, Isola di Pasqua
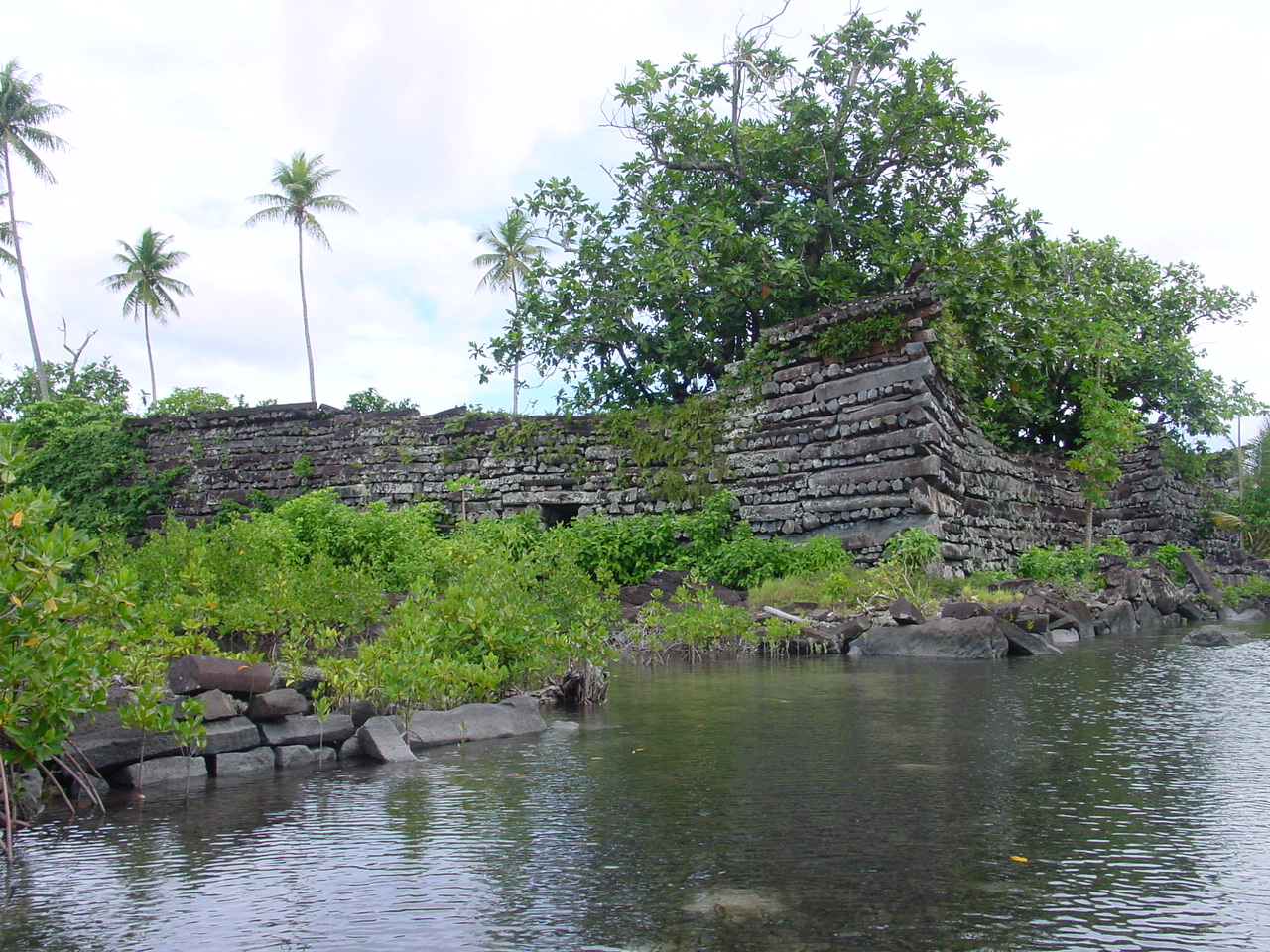
Nan Madol, Isola di Pohnpei

Gli abitanti del Pacifico erano grandi navigatori e, pur non possedendo la bussola, utilizzavano le stelle per conoscere la propria posizione. Presso la British Library di Londra, l'Übersee-Museum di Brema, lo Staatliches Museum für Völkerkunde di Monaco di Baviera, sono esposte le rappresentazioni dell'Oceano Pacifico come una "mappa nautica" redatta dagli abitanti delle Isole Marshall con ramoscelli intrecciati (che rappresentano le linee d'onda) e conchiglie (che rappresentano le isole). Non ci sono misure di alcun tipo, e la dimensione della rappresentazione è all'incirca quanto un vassoio, mentre lo spessore dei ramoscelli indicava la tipologia delle linee d'onda che prendevano il nome di: Rilib, Kaelib, Bungdockerik, Bundockeing.

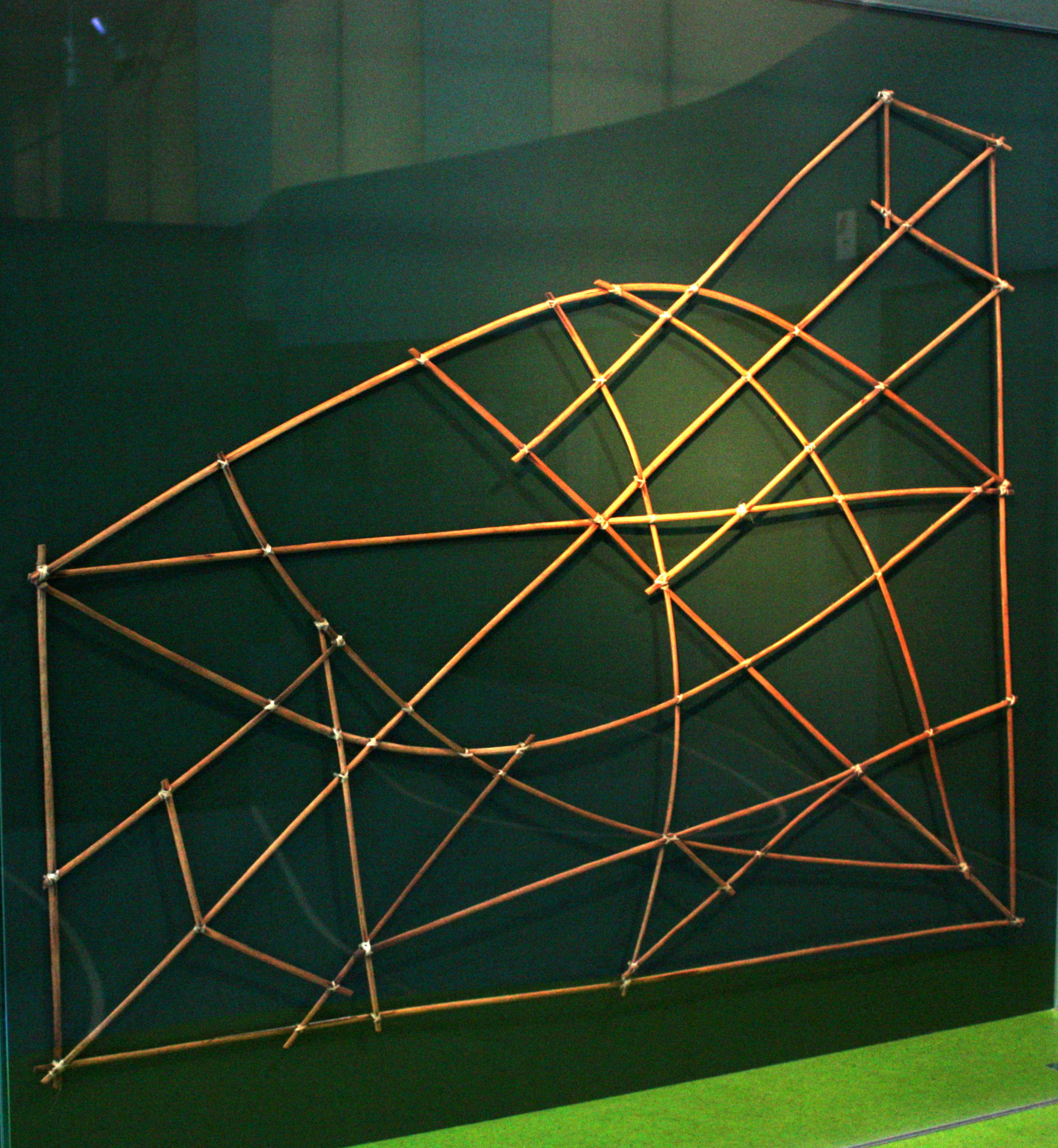
Mappa nautica delle Isole Marshall presso l'Überseemuseum di Brema
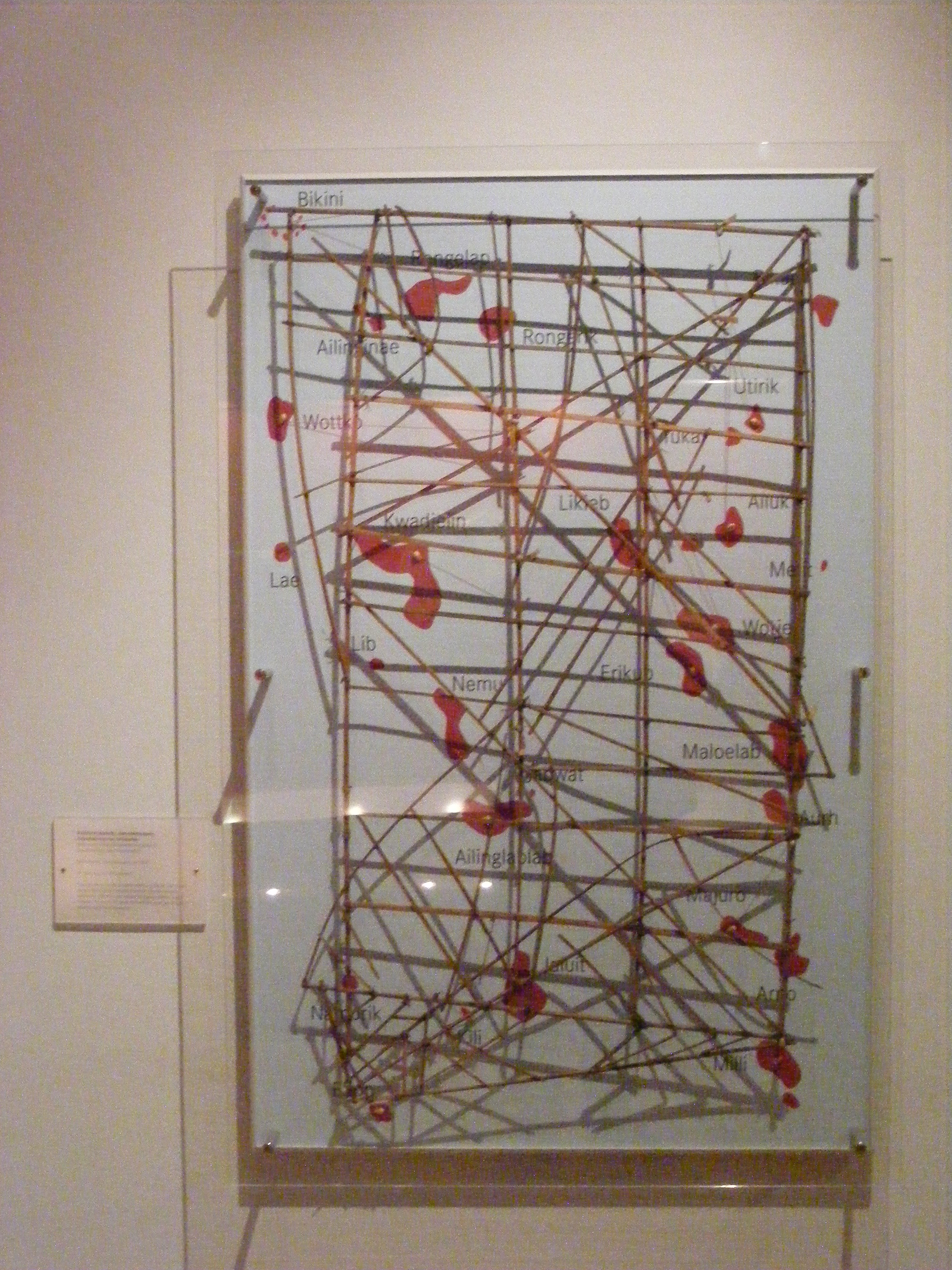
Mappa nautica presso il Museo di Etnologia di Monaco di Baviera, con al di sotto mappa moderna
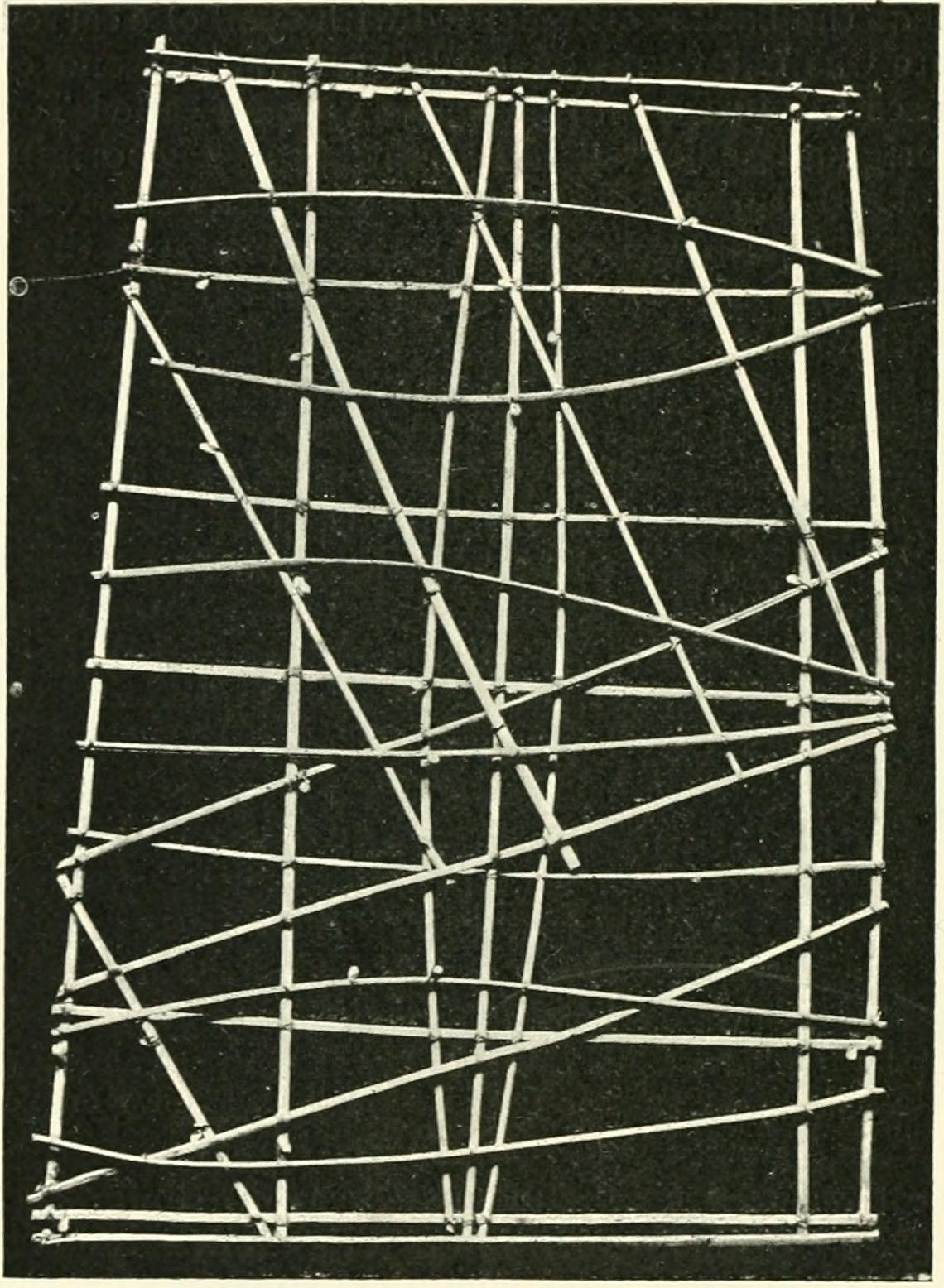
British Museum. Dept. of Ethnography

Leggendaria, e non comprovata, resta l'esplorazione del Pacifico da parte delle popolazioni Inca pur se le imprese del Kon-Tiki pilotato dallo scrittore ed esploratore norvegese Thor Heyerdahl, con l'imbarcazione costruita con i metodi dell'Archeologia sperimentale, sembrano prospettare tale possibilità. Altrettanto non comprovata è la possibile esplorazione da parte dell'ammiraglio cinese Zheng He, che secondo le Congetture del 1421 e del 1434 avrebbe addirittura scoperto l'Australia, la Nuova Zelanda, le Americhe, l'Antartico, la costa settentrionale della Groenlandia ed il Passaggio a nord-est; né maggiore veridicità comporta l'ipotesi che l'esploratore italiano Niccolò de' Conti abbia effettuato i suoi viaggi contemporaneamente e nelle stesse aree delle spedizioni cinesi dell'Ammiraglio Zheng He. Anche se i suoi resoconti sono contemporanei e abbastanza concordanti con quelli degli scrittori cinesi che erano sulle navi di Zheng He, come Ma Huan (che scrisse nel 1433) e Fei Xin (che scrisse attorno al 1436).

Il primo europeo che riportò notizie sul Pacifico fu nel 1513 lo spagnolo Vasco Núñez de Balboa, un conquistador che dopo aver attraversato l'Istmo di Darién (Panama), prese possesso del «Grande Mar del Sur» a nome del re di Spagna, Ferdinando II d'Aragona.
Il Pacifico cominciò ad essere navigato dagli Europei a partire dal XVI secolo con gli esploratori portoghesi tra
il 1512 ed il 1526. I navigatori António de Abreu e Francisco Serrão nel 1512 raggiunsero le Molucche; quindi Martim A. Melo Coutinho l'isola di Timor e le Isole Aru. Nel 1525 Gomes de Sequeira le Isole Tanimbar, alcune delle Isole Caroline e nel 1526 Jorge de Menezes la parte occidentale di Papua Nuova Guinea.

Il viaggio di Magellano intorno al mondo.

Nel 1519 iniziò l'impresa di Ferdinando Magellano, al servizio dei reali di Spagna, oltrepassò la Terra del Fuoco e il 28 novembre 1520 attraversò lo stretto che da lui prese il nome (Stretto di Magellano), ed esplorò il mare che chiamò Oceano Pacifico. Magellano raggiunse le Filippine dove fu ucciso, ma una parte del suo equipaggio riuscì a toccare l'India, l'Africa e finalmente, al comando di Juan Sebastián Elcano, come riportato dall'italiano Pigafetta nella sua Relazione del primo viaggio intorno al mondo, tornò in Spagna compiendo la prima circumnavigazione del globo.

### La colonizzazione dell'America
Nel 1523 Giovanni da Verrazzano raggiunse l'attuale New York.
Intanto si cercavano nuove vie per raggiungere l'Asia evitando l'ardua traversata del Pacifico e in molti tentarono di trovare il cosiddetto Passaggio a Nord-Ovest, attraverso l'Artico.
Iniziò così una corsa ad impossessarsi delle nuove terre americane, ricche di minerali preziosi e di aree fertilissime, utili per l'agricoltura. Gli spagnoli e i portoghesi si concentrarono verso l'America meridionale, mentre francesi, inglesi e olandesi si contesero il Nordamerica. L'America centrale (compresa la parte insulare delle Antille e delle Isole dei Caraibi) fu oggetto della colonizzazione di Spagna, Francia, Olanda, Inghilterra. Anche i danesi acquisirono parte delle Isole Vergini che costituirono la colonia delle Indie occidentali danesi.
Alla fine del Cinquecento la conoscenza del mondo si era ulteriormente dilatata, si conoscevano abbastanza bene i contorni dell'Africa, dell'America, dell'Asia meridionale, mentre erano completamente sconosciute l'Australia, l'Antartide e l'Artide a eccezione della Groenlandia.

## Le conseguenze culturali, morali e religiose delle esplorazioni portoghesi e spagnole
Pagine di ammirazione dedica Francesco Guicciardini ai viaggi per mare di Spagnoli e Portoghesi audaci protagonisti di una navigazione condotta 

Lo storico mette innanzitutto in risalto come per queste eccezionali scoperte geografiche Venezia perse a vantaggio dei "Portogallesi" il monopolio del commercio delle spezie avviandosi così verso la decadenza economica e politica. Inoltre, avverte Guicciardini, ci si è compiaciuti nel constatare la mitezza d'animo e la semplicità del modo di vivere degli abitanti di queste lontane terre: 
Da ultimo il nostro maggiore storico del Cinquecento coglie la più significativa conseguenza delle scoperte geografiche:
Questi viaggi hanno dunque ampliato enormemente non solo gli orizzonti geografici ma anche quelli culturali degli europei che scoprono che le terre americane non hanno conosciuto la predicazione evangelica come erroneamente avevano affermato le Sacre scritture.
Si sviluppa a questo punto un dibattito sul piano religioso e culturale:
Per ottenere la salvezza era cioè necessaria, conformemente alla teologia medioevale, la conoscenza diretta delle Sacre Scritture, oppure anche i popoli, non per loro colpa o volontà, rimasti estranei alla Chiesa, avrebbero potuto conseguirla, sia pure per un intervento diretto dell'Onnipotente, per un'azione divina della quale, d'altra parte, non si conoscevano la natura e le forme?
Il che voleva dire affermare la fondamentale uguaglianza di tutti gli uomini e di tutte le nazioni così come avrebbe sostenuto il frate Bartolomé de Las Casas che difendendo l'indigeno americano difendeva l'uomo in quanto tale. Conclusione questa a cui si giungeva non solo per questioni teologiche ma per motivi morali che spingevano la coscienza degli europei a rifiutare lo sterminio a cui erano condannati gli Indios soggetti ai coloni spagnoli e portoghesi che giustificavano gli orrori perpetrati nelle terre americane contrapponendo il loro concetto di civiltà nei confronti di quei popoli, definiti barbari, che non sono uomini ma «omuncoli, servi per natura» come dichiarava l'aristotelico Juan Ginés de Sepúlveda poiché presso di essi non esistevano leggi scritte, si erano fatti sbaragliare da un piccolo numero di spagnoli, i loro sovrani venivano riconosciuti non per diritto ereditario ma per suffragio popolare. Questi dunque gli elementi per classificare un popolo come "barbaro" ma come osservava in una pagina dei suoi Saggi Michel de Montaigne, il moralista francese del XVI secolo, il progenitore della visione idilliaca del "buon selvaggio", che tanta fortuna ebbe nell'Illuminismo settecentesco,

### La conversione dei popoli barbari
Nella seconda (Inter Caetera) delle cinque bolle promulgate nel maggio del 1493 dal papa aragonese Alessandro VI, appena un anno dopo il viaggio di Cristoforo Colombo si riprendeva il principio che aveva giustificato le conquiste di Carlo Magno (742-814) sterminatore dei Sassoni pagani e le guerre sante delle Crociate (XI-XIII secolo): «che la fede cattolica, la religione cristiana sia esaltata e si diffonda in ogni luogo e che si procuri la salvezza delle anime e che i popoli barbari siano vinti e condotti alla fede» per cui si sanciva il possesso esclusivo delle terre americane agli spagnoli sulla base del comune convincimento e della tradizione giuridica medioevale che si rifaceva alla presunta donazione di Costantino (Constitum Costantini) per la quale il papa era il titolare della sovranità non solo spirituale ma anche temporale sul mondo intero. Le terre dei pagani infatti erano ritenute una res nullius (cosa di nessuno) religiosa tale che in assenza di un proprietario legittimo erano da considerare nel pieno possesso della Santa Sede che attraverso il Papa poteva trasmetterle in proprietà a qualunque potenza da lui scelta che s'impegnasse nell'opera di conquista e conversione annessa. «...Per l'autorità di Dio onnipotente a noi concessa nella persona di San Pietro e per quella di vicario di Gesù Cristo che ricopriamo sulla Terra» il papa Alessandro VI assegnava «libera e completa potestà, autorità e giurisdizione, su tutte le isole e terre trovate e da trovare scoperte e da scoprire» ad ovest di una linea di demarcazione (raja) a cento leghe dalle isole Azzorre e Capo Verde. Il papa spartiva il Nuovo mondo con un tratto di penna: l'emisfero occidentale agli Spagnoli, quello orientale ai Portoghesi.

### La "rivoluzione dei prezzi"
Un fenomeno, secondo alcuni storici connesso alle scoperte geografiche dell'età moderna fu la cosiddetta "rivoluzione dei prezzi". Sostenitori di questa teoria sono stati Jean Bodin (1529–1596), Fernand Braudel ( «Non è più possibile alcun dubbio sull'effetto drastico ch'ebbero gli arrivi d'oro e d'argento dal Nuovo Mondo: d'altro canto, la dimostrazione perentoria ne è stata fornita dall'economista americano Earl J. Hamilton, in uno dei primi suoi articoli eruditi, e resta inattaccabile: tra la curva degli arrivi di metalli preziosi d'America e quella dei prezzi durante il secolo XVI, è così evidente la coincidenza che un nesso fisico, meccanico sembra unirle ì'una all'altra.») e Franco Borlandi. Tesi questa rimessa in discussione in tempi più recenti, in particolare in Italia, da Carlo M. Cipolla
Nel corso della prima metà del XVI secolo, si verificò in Europa un progressivo aumento, non contingente ma di lunga durata, dei prezzi di quasi tutti i prodotti, a partire da quei beni di prima necessità (il grano, l'orzo e la segale) che nelle società dell'epoca erano determinanti per l'andamento dei prezzi delle altre merci. La concomitanza di questo fenomeno economico con l'arrivo massiccio di oro e di argento dalle Americhe, fece pensare agli studiosi dell'epoca che fosse dovuta a un processo inflativo: sarebbe cioè stato l'aumento improvviso della quantità di metalli preziosi disponibili a provocare una riduzione del valore delle monete e, di conseguenza, il rialzo dei prezzi..
Negli anni cinquanta, tuttavia, questa teoria monetarista fu criticata in base alla convinzione che il fenomeno fosse in realtà ben più complesso. Il rialzo, infatti, aveva riguardato soprattutto i beni di consumo essenziali, quelli alimentari: i più richiesti da una popolazione in espansione. Dunque, i rincari cinquecenteschi andavano attribuiti proprio all'aumento demografico ed al conseguente squilibrio tra una domanda in continua crescita ed una produzione agricola incapace di far fronte alle richieste

#### Le trasformazioni sociali
Qualunque fosse la causa certo è che questo aumento dei prezzi si verificò per prima in Spagna, dove per l'enorme afflusso di metalli preziosi nel corso di un secolo i prezzi delle merci aumentarono di quattro volte. Dalla Spagna l'aumento dei prezzi si estese in proporzioni diverse, in genere raddoppiando, in Francia, in Inghilterra e in Germania. Da questo fenomeno finanziario ne derivò la decadenza economica della grande feudalità laica ed ecclesiastica. Infatti si avvantaggiarono i proprietari terrieri che gestivano direttamente le loro terre e che seppero approfittare delle migliori condizioni di vendita dei loro prodotti e quei proprietari affittuari di terre che aumentarono la rendite in proporzione ai maggior profitti derivati dalla vendita a prezzi crescenti dei prodotti agricoli. Le perdite maggiori le subirono i grandi proprietari feudali, le chiese e i conventi che percepivano secondo i contratti a lunghe scadenze le rendite in denaro sempre più inflazionato.
Nelle città l'aumento dei prezzi non comportò un aumento dei salari che persero fortemente il loro potere d'acquisto mentre i grandi mercanti si trasformarono in imprenditori che potevano disporre nei magazzini di quantitativi di merci dal prezzo crescente.
Le conseguenze della rivoluzione dei prezzi furono dunque l'impoverimento degli strati più deboli della popolazione, la corrosione dei redditi della nobiltà feudale e l'aumento della ricchezza e del potere sociale e politico della borghesia delle città e delle campagne.

## Il colonialismo (dal XVII al XIX secolo)
Anche la Russia si lanciò nelle esplorazioni, puntando soprattutto a raggiungere nuovi sbocchi marittimi liberi dal ghiaccio avvicinandosi al Mar Baltico e alla Siberia.
Nel 1649 fu raggiunta l'estrema punta dell'Asia e nel 1728 fu superato lo stretto di Bering, quindi nel 1742 , ad opera di Vitus Bering e di Georg Wilhelm Steller, furono esplorate le Isole Aleutine e l'Alaska.

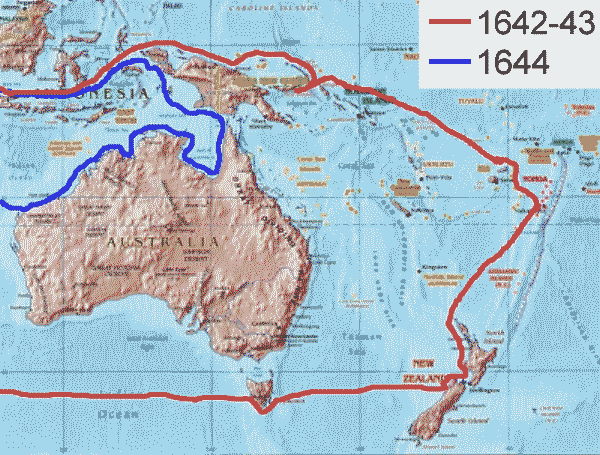
Le rotte dei viaggi di Tasman. Il primo viaggio è mostrato in rosso, il secondo in blu.

Nel XVII secolo pionieri olandesi iniziarono a esplorare le prime isole dell'Oceania. Willem Janszoon scoprì l'Australia, Abel Tasman nel 1642 scoprì l'isola, chiamata poi Tasmania in suo onore, la Nuova Zelanda, le isole Tonga, le Isole Figi, costeggiò la Nuova Guinea, e le coste settentrionali dell'Australia.

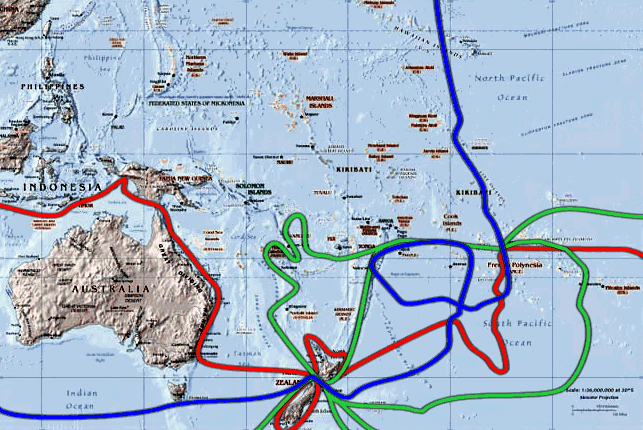
Le rotte dei viaggi di James Cook. Il primo viaggio è mostrato in rosso, il secondo in verde, il terzo in blu.

Nel XVIII secolo nacquero con fini esclusivamente scientifici le "Società Geografiche" come quella inglese che finanziò i viaggi dell'inglese James Cook che esplorò approfonditamente l'Australia orientale, prendendone possesso in nome della corona britannica.
Continuavano, nel frattempo, le esplorazioni delle regioni interne dell'America, arrivando sino alle baie del Canada. Gli inglesi si dedicarono in particolare all'Africa: James Bruce (1730-1794) arrivò alle mitiche sorgenti del Nilo e nel XIX secolo le potenze europee cominciarono a istituire i primi imperi coloniali africani.
Destinate a passare alla leggenda, saranno le imprese di David Livingstone (1841) e Henry Stanley (1870) che percorsero il centro dell'Africa.
Vi furono anche esploratori italiani, che viaggiarono in Etiopia e Somalia, come Pellegrino Matteucci che nel 1880 fece una traversata di 4600 chilometri dell'Africa equatoriale: dal mar Rosso fino alla foce del fiume Niger nell'Atlantico.

## Il XX secolo: le regioni polari
Nel 1873 gli esploratori polari austriaci Julius von Payer e Carl Weyprecht, scoprirono un arcipelago al largo del Mare di Barents che chiamarono Terra di Francesco Giuseppe in onore dell'Imperatore Francesco Giuseppe I d'Austria-Ungheria. È considerata l'ultimo territorio scoperto e cartografato.
Nella prima metà del XX secolo si compì l'esplorazione e la conquista delle regioni polari.
Il 6 aprile 1909 lo statunitense Robert Edwin Peary raggiunse il Polo Nord e il 14 dicembre 1911 il norvegese Roald Amundsen arrivò al Polo Sud.
I satelliti e la cartografia aerea hanno permesso di ottenere approfondite conoscenze di aree ancora poco conosciute come l'Africa equatoriale, l'Amazzonia, l'interno dell'Antartide e l'Himalaya.

## Cronistoria
Segue una lista delle esplorazioni divise per continente e per obbiettivo esplorativo:
| Continente           | Area d'esplorazione                               | Note | Viaggi - Missioni - Spedizioni |
| -------------------- | ------------------------------------------------- | --- | --- |
| Africa               | Esplorazioni continentali                         | Le prime esplorazioni furono condotte da antichi Egizi, Greci e Romani, che si spinsero principalmente lungo le coste del Mediterraneo e del Mar Rosso. Nel Medioevo, gli Arabi esplorarono l'Africa nord-orientale e sahariana, diffondendo l'Islam. Le esplorazioni europee ripresero nel XV secolo, con l'obiettivo di trovare nuove rotte commerciali verso l'Oriente. L'interesse per l'interno dell'Africa crebbe nel XIX secolo, con esploratori che si spinsero nelle regioni più remote del continente. Le loro spedizioni contribuirono alla mappatura dell'Africa e alla scoperta di nuove popolazioni, animali e risorse.                                             | Spedizioni romane verso il Lago Ciad e il fiume Niger (I secolo a.C.) · Spedizione romana alle sorgenti del Nilo (62) · Antonio Malfante (1446) · Pieter de Marees (1602) · Esplorazione del Fiume Niger di Mungo Park(1796) · Lago Ciad(1823) · Timbuctù da nord(1826) · Timbuctù da sud(1828) · Rebmann e Krapf sul Monte Kilimangiaro(1848) · David Livingstone (1851) · Livingstone II (1858) · Livingstone III (1866) · Spedizione transafricana di Stanley (1876) |
| Africa               | Esplorazione e Conquista delle Isole Canarie      | Le Canarie erano conosciute fin dall'antichità, con riferimenti in testi greci e romani. La loro posizione strategica le rendeva un punto di riferimento per le rotte commerciali mediterranee. Nel XIV secolo, esploratori come Lancillotto Malocello e Jean de Béthencourt riscoprirono le isole per l'Europa. Iniziò un periodo di conquista e colonizzazione da parte della Spagna, con la resistenza dei nativi Guanci. Le Canarie divennero un importante snodo commerciale e punto di partenza per le esplorazioni atlantiche. | Ugolino e Vadino Vivaldi (1291) · Lanzerotto Malocello (1312 ca.) · Recco-Corbizzi (1341) |
| Africa               | Rotta delle spezie circumnavigando l'Africa       | La Rotta delle spezie ha aperto la via al commercio marittimo tra Europa e Asia, rivoluzionando l'economia globale, ha portato alla scoperta di nuove terre e culture, contribuendo all'espansione del colonialismo europeo, ha contribuito allo sviluppo della cartografia e della navigazione. La circumnavigazione dell'Africa è stata spesso un'impresa pericolosa e difficile, con molte spedizioni che si sono concluse con la morte o la malattia dei partecipanti. Le spedizioni europee hanno avuto un impatto negativo sulle popolazioni africane, con la diffusione di malattie, la schiavitù e la colonizzazione.                                                     | Enrico il Navigatore (1415) · Gil Eanes (1434) · Dinis Dias (1445) · Alvise Da Mosto (1455) · Da Mosto II (1456) · de Noli (1456) · Pedro da Sintra (1461) · Diogo Cão (1482) · Cão II (1485) · Bartolomeu Dias (1488) · Vasco da Gama (1498) |
| Asia e Medio Oriente | Esplorazioni europee                              | L'esplorazione europea in Asia e Medio Oriente ha avuto un impatto significativo su entrambe le regioni. Ha portato all'aumento del commercio tra Europa, Asia e Medio Oriente ha portato a una crescita economica e a un maggiore scambio di culture e idee. Il cristianesimo si diffuse in alcune parti dell'Asia e Medio Oriente, ma incontrò anche resistenza. Le potenze europee stabilirono colonie in Asia e Medio Oriente, sfruttando le loro risorse e controllando i loro popoli. | Beniamino di Tudela (1165) · Petachiah di Ratisbona (1170-80) · Giovanni da Pian del Carpine (1245) · André de Longjumeau (1245) · Ascelino di Lombardia e Simone di San Quintino (1247) · Guglielmo di Rubruck (1250) · Niccolò Polo (1259) · Marco Polo (1271) · Riccoldo da Monte di Croce (1290) · Andalò da Savignone (1330) · Giovanni de' Marignolli (1338) Leonardo Frescobaldi (1384) |
| Asia e Medio Oriente | Armata d'India portoghese e la rotta delle spezie | L'Armata portoghese in India, conosciuta anche come "Armada da Índia", era una flotta di navi organizzata dalla Corona portoghese e inviata annualmente dal Portogallo all'India. Fondata nel 1500, dopo la scoperta della rotta marittima verso l'India da parte di Vasco da Gama. Era composta da navi da guerra e mercantili. Le navi da guerra erano armate con cannoni e avevano un equipaggio di soldati e marinai. Le navi mercantili trasportavano merci preziose come spezie, tessuti e pietre preziose. | I (Gama, 1498) · II (Cabral, 1500) · III (Nova, 1501) · IV (Gama, 1502)) · V (Albuquerque, 1503) · VI (Albergaria, 1504) · VII (Almeida, 1505) |
| Asia e Medio Oriente | Indie orientali navigando verso ovest             | L'esplorazione delle Indie orientali navigando verso ovest è stata un'impresa storica compiuta da diverse spedizioni nel corso del XVI secolo. Le rotte commerciali tradizionali verso l'Oriente erano controllate da mercanti musulmani e veneziani. Gli europei cercarono una rotta alternativa che li portasse direttamente alle Indie orientali, evitando i costi e i pericoli del Mediterraneo e del Mar Rosso. Le Indie orientali erano rinomate per le loro spezie, tessuti e altri beni preziosi. Gli europei speravano di arricchirsi commerciando direttamente con l'Oriente.                                                                                           | Cristoforo Colombo (1492) · Magellano (1519) · Loaísa (1525) · Saavedra (1525) · Grijalva (1536) · Ruy López de Villalobos (1542) · Legazpi-Urdaneta (1565) · Galeone di Manila (1565-1821) |
| Asia e Medio Oriente | Kamčatka                                          | Missioni organizzate dall'Impero russo per determinare se l'Asia e l'America erano collegate ed Esplorare la costa occidentale della Kamčatka. Ottennero una mappatura della costa orientale della Kamčatka e l'Incontro con i popoli indigeni locali. Conferma che l'Asia e l'America non erano collegate. | Prima spedizione in Kamčatka (1724) · Seconda spedizione in Kamčatka (1732) |
| Asia e Medio Oriente | Impero olandese                                   | | Prima spedizione olandese nelle Indie orientali (1595) · Seconda spedizione olandese nelle Indie orientali (1598) · Spedizione in Nuova Guinea (1920) |
| Asia e Medio Oriente | Cina (Dinastia Ming)                              | | I Viaggi del tesoro Ming (1405-1430) |
| Asia e Medio Oriente | Ricerca del Passaggio a nord-est                  | Il Passaggio a Nord-Est è una rotta marittima che collega l'Europa all'Asia attraverso l'Oceano Artico. La sua ricerca ha ossessionato gli esploratori per secoli, fin dal XVI secolo, per il suo potenziale di rivoluzionare il commercio internazionale. Avrebbe offerto un percorso più breve e diretto tra Europa e Asia rispetto alle rotte tradizionali via Capo di Buona Speranza o Canale di Suez, avrebbe portato grande fama e ricchezza agli esploratori e alle loro nazioni e il fascino di esplorare territori sconosciuti e il desiderio di ampliare la conoscenza del mondo spinsero molti esploratori.                                                            | Hugh Willoughby (1553) |
| America              | Colonizzazione spagnola                           | Nel 1492, con l'arrivo di Cristoforo Colombo nelle Bahamas, la Spagna intraprese numerose missioni per la ricerca di ricchezze (oro, argento), diffusione del cristianesimo ed espansione dell'Impero spagnolo. Furono sconfitti i grandi imperi indigeni (Aztechi, Inca), colonizzate vaste aree (Messico, Perù, Bolivia, Cile, Argentina) e introduzione del sistema di encomienda (lavoro forzato degli indigeni). Ne derivò una decimazione della popolazione indigena (malattie, guerre, sfruttamento), una trasformazione sociale e culturale (imposizione della lingua, religione e costumi spagnoli) e la nascita di una società meticcia (spagnoli, indigeni, africani). | Cristoforo Colombo (1492) · Colombo II (1493) · Juan Díaz de Solís (1497) · Colombo III (1498) · Colombo IV (1500) · Nicolás de Ovando (1502) · de Solís II (1508) · Juan Ponce de León (1513) · de Solís III (1515) · Francisco Hernández de Córdoba (1517) · Gil González Dávila (1519) · Sebastiano Caboto (1525) · Hernando de Soto (1538) · Francisco de Ulloa (1539) · Juan Rodríguez Cabrillo (1542) · Bartolomé Ferrelo (1543) · Spedizione Portolá (1769) · Spedizione Malaspina (1789) · Spedizioni spagnole nel Pacifico nord-occidentale (1774-1793) |
| America              | Colonizzazione spagnola                           | I Viaggi andalusi erano finanziati da privati, a differenza dei viaggi maggiori finanziati dalla corona spagnola: l'obiettivo principale era la ricerca di nuove rotte commerciali per l'Oriente, ma si spinsero anche verso l'esplorazione delle coste atlantiche dell'Africa e del Sud America. | Alonso de Ojeda (1499) · Diego de Lepe (1499) · Pedro Alonso Niño (1499) · Ojeda II (1502) · Ojeda III (1509) · João de Lisboa (1511) · Vasco Núñez de Balboa |
| America              | Portoghesi nella colonia del Brasile              | Sebbene il Brasile fosse già abitato da migliaia di anni, la sua "scoperta" ufficiale da parte degli europei avvenne il 22 aprile 1500 ad opera di una spedizione portoghese comandata da Pedro Álvares Cabral. La scoperta del Brasile da parte di Cabral e Coelho ebbe un impatto enorme sulla storia del paese. Il Portogallo avviò la colonizzazione del Brasile, che durò per oltre 300 anni. La colonizzazione portò a un profondo cambiamento nella cultura e nella società brasiliana, con l'introduzione della lingua portoghese, della religione cattolica e di nuove tecnologie.                                                                                       | Cabral (1500) · Gonçalo Coelho (1501) · Coelho II (1503) · |
| America              | Ricerca del passaggio a nord-ovest                | Il Passaggio a Nord-Ovest è un'ipotetica rotta marittima che collega l'Oceano Atlantico all'Oceano Pacifico attraverso l'Artico canadese. La sua ricerca ha ossessionato esploratori e navigatori per secoli, fin dal XVI secolo. L'obiettivo principale era trovare un percorso più rapido e sicuro per raggiungere le Indie Orientali, evitando il lungo e pericoloso viaggio attorno all'Africa. L'ignoto e le sfide del Mar Glaciale Artico rappresentavano un'attrazione irresistibile per molti esploratori. La scoperta del Passaggio a Nord-Ovest avrebbe portato fama e fortuna a chi l'avesse trovato.                                                                  | Giovanni Caboto (1497) · Caboto II (1498) · Gaspar Corte-Real (1500) · Sebastiano Caboto (1508) · Juan de Fuca (1592) |
| America              | Regno di Francia nel Nord America                 | Le esplorazioni francesi in Nord America iniziarono nel XVI secolo e durarono per oltre 200 anni. I francesi colonizzarono un vasto territorio che si estendeva dal fiume San Lorenzo fino al Golfo del Messico, comprendendo l'odierna Québec, Ontario, Manitoba, Saskatchewan, Alberta e parti degli Stati Uniti (Michigan, Wisconsin, Illinois, Indiana, Ohio). I francesi colonizzarono anche la regione dell'Acadia, che comprendeva l'odierna Nuova Scozia, Nuovo Brunswick e l'Isola del Principe Edoardo. | Giovanni da Verrazzano (1524) · Jacques Cartier (1534) · Cartier II (1535) · Cartier III (1541) Samuel de Champlain (1608) René-Robert Cavelier de La Salle (1682) · Jean-Baptiste Bénard de la Harpe (1718) · |
| America              | Esplorazione del Nord America                     | Le esplorazioni del Nord America hanno avuto un impatto significativo sulla storia del continente. Le popolazioni indigene che abitavano il Nord America da migliaia di anni furono decimate dalle malattie, dalle guerre e dalla colonizzazione europea. I coloni europei portarono con sé la loro cultura, le loro lingue e le loro religioni, che hanno contribuito a plasmare il Nord America di oggi. | João Vaz Corte-Real (1473) · Juan Ponce de León (1513) · Lucas Vázquez de Ayllón (1526) · Spedizione Narváez (1527) · Marco da Nizza (1536) · Hernando de Alarcón (1540) · Francisco Vázquez de Coronado (1540) · Chamuscado e Rodríguez (1581) · Antonio de Espejo (1582) · John Davis (1583) · Juan de Oñate (1595) · Spedizione oltramontana (1716) · Spedizione di Domínguez-Escalante (1776) · Spedizione di Vancouver (1791) · Spedizione di Lewis e Clark (1804) · Spedizione del Red River (1806) · Spedizione Pike (1806) · Giacomo Costantino Beltrami (1823) · John Charles Frémont (1842) · |
| America              | Esplorazione del Sud America                      | Le esplorazioni del Sud America nel XVI secolo furono un periodo di grande avventura e scoperta. Conquistadores spagnoli come Pascual de Andagoya, Francisco Pizarro e Francisco de Orellana guidarono spedizioni che aprirono la strada alla colonizzazione europea del continente. Ebbero un impatto profondo sul Sud America. La colonizzazione spagnola portò a cambiamenti radicali nella cultura, nella lingua e nella religione del continente. | Pascual de Andagoya (1522) · Pizarro-Almagro-Luque (1524) · Francisco de Orellana (1541) |
| America              | Esplorazione italiana                             | | Spedizione Thornton (1608) |
| Oceania              | Ricerca della Terra incognita                     | La ricerca della Terra Incognita, un luogo misterioso e inesplorato, ha ossessionato esploratori e navigatori per secoli. La leggenda di terre ricche di oro e altri tesori ha spinto molti a cercare la Terra Incognita. Il desiderio di conoscere nuovi mondi e culture ha motivato molti esploratori. La scoperta di nuove terre poteva portare a nuove colonie e a un aumento del potere. Molti erano i problemi: tempeste, pirati, malattie e terre sconosciute rendevano i viaggi molto rischiosi. Le mappe erano spesso inaccurate e le informazioni sulle nuove terre scarse. La paura di creature fantastiche e di terre selvagge ostacolava l'esplorazione.             | Íñigo Ortiz de Retes (1545) · Álvaro de Mendaña (1567) · Mendaña II (1595) · Pedro Fernandes de Queirós (1605) |
| Oceania              | Esplorazione olandese (1606-1697)                 | Il XVII secolo fu un periodo di grande espansione per la Repubblica Olandese, che divenne una potenza marittima di primo piano. Gli olandesi cercavano rotte alternative per raggiungere le Indie Orientali, evitando il monopolio portoghese, fondarono colonie in Asia, Africa e America e contribuirono allo sviluppo della cartografia, della zoologia e della botanica. | Willem Janszoon (1606) · Dirk Hartog (1616) · Frederick de Houtman-Jacob d'Edel (1619) · Jan Carstenszoon (1623) · François Thijssen (1626) · Abel Tasman (1642) · Tasman II (1644) · Willem de Vlamingh (1696) |
| Oceania              | Esplorazione francese (1771-1791                  | Il periodo tra il 1771 e il 1791 fu di intensa esplorazione francese nel Pacifico. La Francia, spinta dal desiderio di conoscenza e di espansione coloniale, organizzò diverse spedizioni scientifiche e di scoperta in questa regione ancora poco conosciuta. | Marc-Joseph Marion du Fresne (1771) · Jean-François de La Pérouse (1785) · Antoine Bruni d'Entrecasteaux (1791) }} |
| Oceania              | Esplorazione oceanica dell'Australia              | Questi esploratori hanno giocato un ruolo fondamentale nella scoperta e mappatura dell'Australia, contribuendo alla sua comprensione geografica e aprendo la strada alla colonizzazione europea. | William Dampier (1699) · James Cook (1768) · Tobias Furneaux (1772) · Matthew Flinders (1795) · Nicolas Baudin (1801) · Phillip Parker King (1817) · John Oxley (1817) · John McDouall Stuart (1858) · Spedizione di Burke e Wills (1860) |
| Oceania              | Esploraizone continentale dell'Australia          | L'esplorazione terrestre dell'Australia nel periodo 1788-1900 fu un'epopea di avventura, scoperta e sfida. Dopo la colonizzazione britannica nel 1788, gli esploratori si spinsero nell'entroterra australiano, affrontando un territorio vasto, arido e spesso ostile. | Esplorazione via terra (1788-1900) |
| Poli                 | Artide                                            | L'esplorazione dell'Artide, la regione più settentrionale del pianeta, è stata un'epopea di secoli, ricca di sfide e avventure. Spedizioni europee alla ricerca del Passaggio a Nord-Est, una rotta marittima che collegasse l'Europa all'Asia attraverso l'Artico. Sfortunatamente, molte di queste spedizioni si conclusero con tragedie a causa del ghiaccio, del freddo e delle condizioni estreme. | Pietro Querini (1431) · Spedizione perduta di Franklin(1845) |
| Poli                 | Antartide                                         | L'esplorazione dell'Antartide, il continente più meridionale del pianeta, è stata un'epopea di sfide e avventure. Fin dall'inizio del XIX secolo, l'uomo ha cercato di raggiungere il Polo Sud, spinto da curiosità, sete di conoscenza e desiderio di conquista. | Cook II (1772) · Cook III (1776) - Attività del Commonwealth: Spedizione Discovery (1901-1904) · Spedizione Scotia (1902-1904) · Spedizione Nimrod (1907-1909) · Spedizione Terra Nova (1910-1913) · Spedizione Aurora (1911-1914) · Spedizione Endurance (1914-1917) · Spedizione Quest (1921-1922) · Spedizione BANZARE (1929-1931) · Spedizione britannica nella Terra di Graham (1934-1937) · Operazione Tabarin (1943-1945) · Spedizione Fuchs-Hillary (1955-1958) - Attività francesi: I spedizione Charcot (1903-1905) · II spedizione Charcot (1908-1910) · Transantarctica (1989-1990) - Attività tedesche: Spedizione Gauss (1901-1903) · Spedizione Filchner (1911-1912) · Spedizione Nuova Svevia (1938-1939) - Attività norvegesi: Spedizione Amundsen (1910-1912) - Attività svedesi: Spedizione Nordenskjöld-Larsen (1901-1904) - Attività giapponesi: Spedizione antartica giapponese (1910-1912) - Attività statunitensi: Operazione Highjump (1946-1947) · Operazione Windmill (1947-1948) · Spedizione Ronne (1947-1948) · Operazione Deep Freeze (1955-1956) |